# Bordeaux (stad)
Bordeaux (Bordèu in het Occitaans) is een stad in het zuidwesten van Frankrijk. Het is de hoofdstad van het departement Gironde, van de voormalige regio Aquitanië en van de nieuwe, grotere regio Nouvelle-Aquitaine. Het is de historische hoofdstad van de regio Gascogne. De agglomeratie is georganiseerd in een verband van gemeentes, Bordeaux Métropole. De gemeente telde 265.328 inwoners op 1 januari 2022. De agglomeratie telde bijna 900.000 inwoners. De stad is over de hele wereld bekend om de wijnen uit de omgeving. Sinds juni 2007 staat een deel van de stad, de Port de la Lune, op de UNESCO-Werelderfgoedlijst.

## Bijnamen
Bordeaux heeft twee bekende bijnamen. De eerste is Port de la lune, de "maanhaven", verwijzend naar de vorm van de rivier de Garonne die door de stad loopt. Deze verwijzing komt terug in het logo van de stad in de vorm van drie halve manen. De stad staat daarnaast ook wel bekend als La belle endormie, de 'schone slaapster', verwijzend naar de weelderige architectuur te danken aan het rijke verleden, maar het rustige leven in de stad en gebrek aan economische dynamiek vandaag de dag.

## Geschiedenis
De eerste permanente bewoning ontstond op de hoogten van de Mont Judaïque en de Puy Paulin. De oudste sporen dateren uit de 6e eeuw v.Chr. In de 3e eeuw v.Chr. stichtten Gallische stammen de stad Burdigala aan de Garonne nabij de Gironde, rond de monding van de Devèze, in een gebied dat voornamelijk bestond uit moerassen. De stad beheerste de handel in tin, dat ingevoerd werd uit Bretagne.

### Romeinen

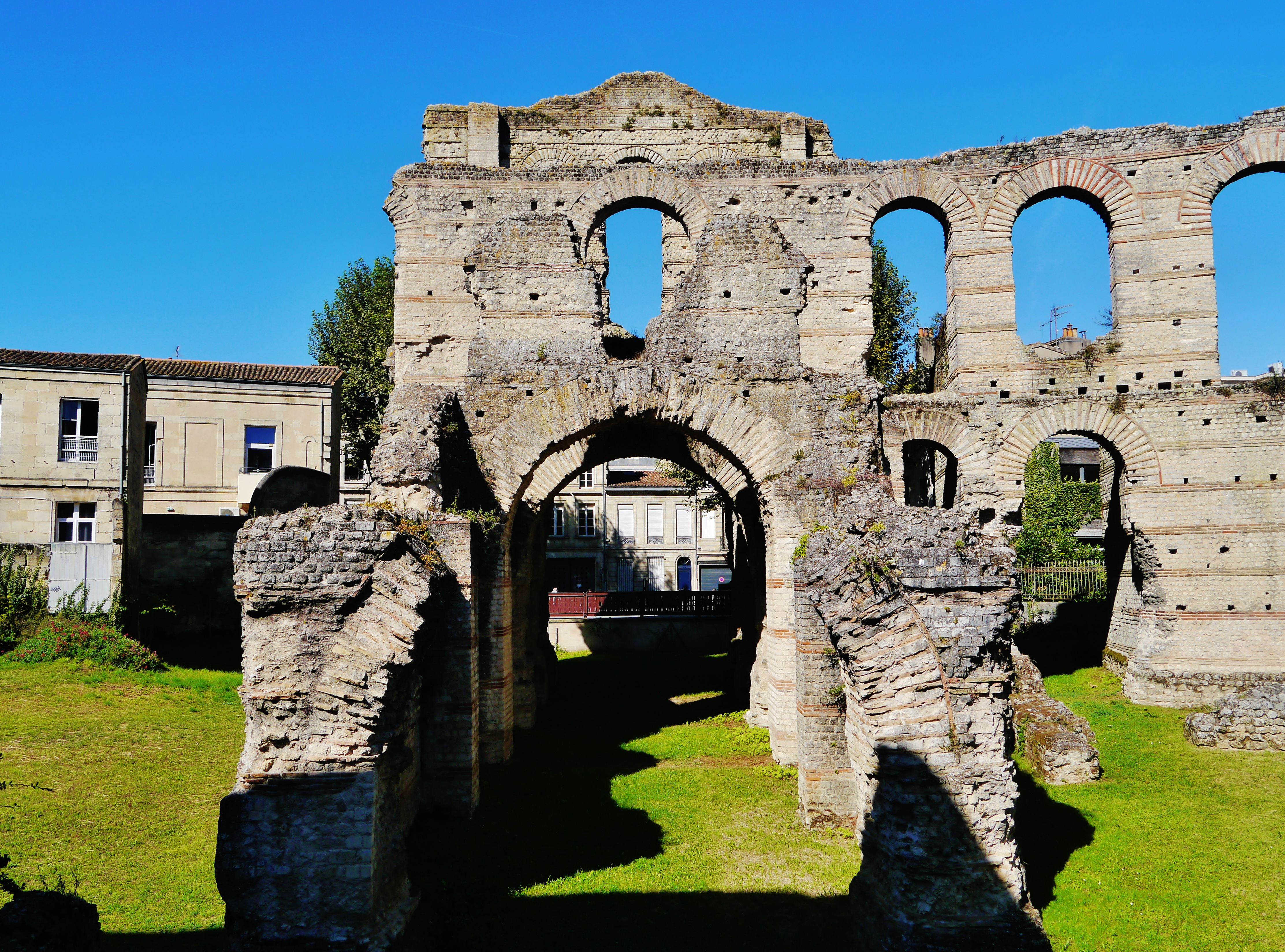
Het amfitheater

In 56 v.Chr. werd het gebied door de Romeinen bezet. De Gallische stam van de Bituriges Vivisques bewoonde toen de streek. De Romeinen bouwden in Burdigala aquaducten, tempels, een rivierhaven, een amfitheater en een bestuursgebouw.
Burdigala werd een van de belangrijkste steden van Gallië. De open stad strekte zich uit over 125 ha en telde ongeveer 20.000 inwoners. Tussen de jaren 40 en 60 werden ten noorden van de stad, in de huidige Médoc, de eerste wijnstokken geplant, het begin van de latere wereldberoemde wijnstreek Bordeaux. Uit deze tijd stammen ook de Romeinse ruïnes die nog in de stad te vinden zijn. De stad werd aan het einde van de 2e eeuw de hoofdstad van de Romeinse provincie Aquitania Secunda ten koste van Mediolanum Santonum (Saintes).
Het midden van de 3e eeuw was een woelige periode met invallen van Germaanse stammen en onrust. Tussen 270 en 274 maakte gouverneur Tetricus I van Burdigala de hoofdstad van het opstandige Gallische Keizerrijk. Tussen 278 en 290 trok de stad zich terug binnen stadsmuren. Toch bleef de stad, die nog ongeveer 15.000 inwoners telde, belangrijk als administratief centrum en haven. In 286 werd er een belangrijk school gesticht waar onder anderen Decimus Magnus Ausonius les gaf. In de 4e eeuw deed het christendom zijn intrede en de stad kreeg een bisschop en een eerste kathedraal. Aan deze periode kwam een einde na de invallen van de Vandalen in 409, de Visigoten in 414 en de Franken in 498.

### Middeleeuwen
In de vroege middeleeuwen vormde het bisschoppelijk gezag een tegengewicht tegen de chaotische situatie in de streek. Naast de kathedraal telde de stad nog drie kerken binnen de stadsmuren en ook enkele kerken en kloosters daarbuiten. De stad werd geplunderd in 732 door de Moren en in 848 door de Noormannen. In 877 werd Aquitanië in twee gesplitst en Bordeaux werd de hoofdstad van het noordelijke hertogdom Aquitanië. Na de dood van Sancho Willem van Gascogne in 1032 werd Bordeaux zelfs de hoofdstad van heel Aquitanië. In de 11e eeuw werd het hertogelijk kasteel gebouwd en ook de invloedrijke Abdij van Sauve-Majeure.

#### Bloei

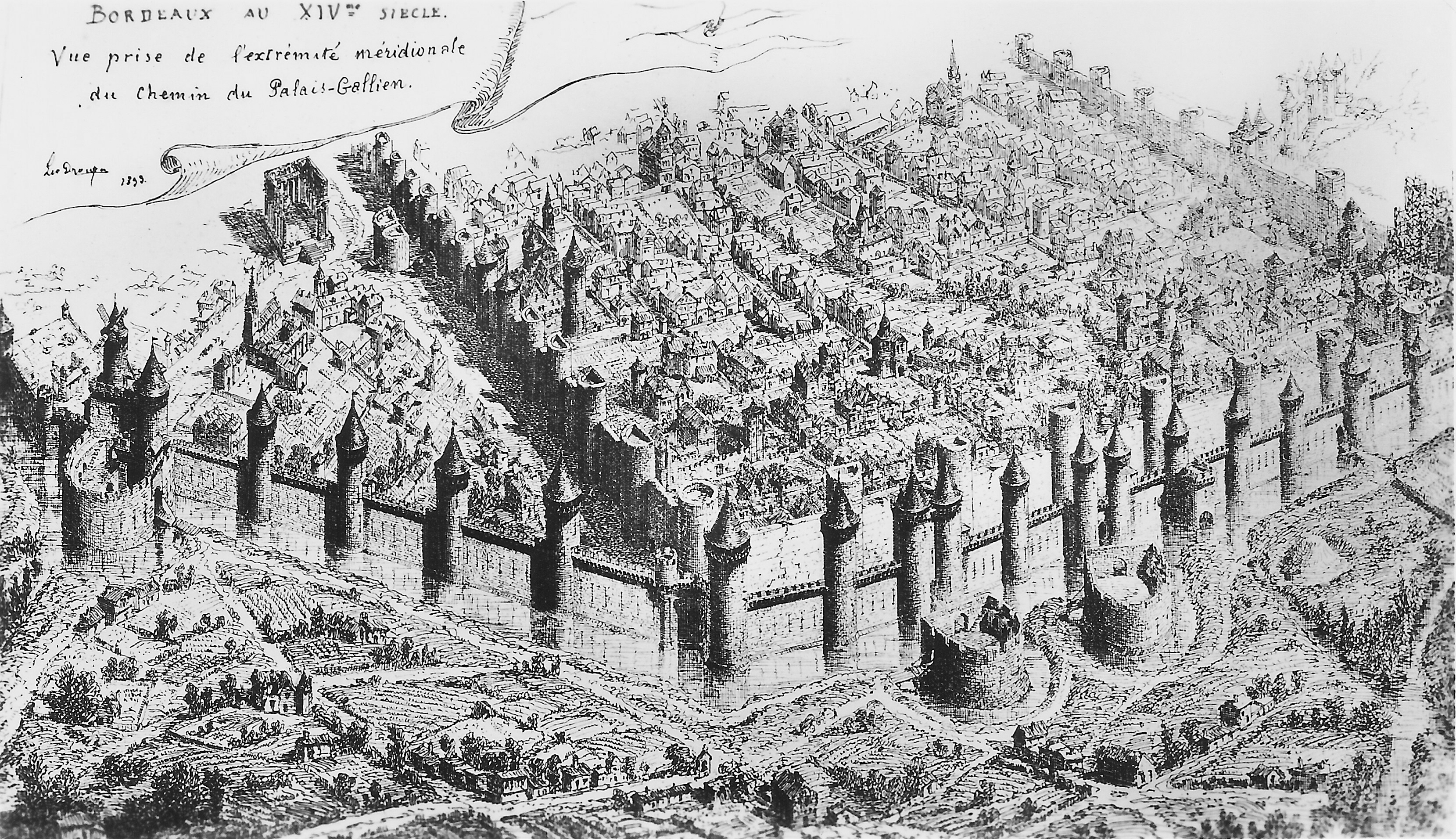
De stadsmuur in de 14e eeuw

De 12e eeuw luidde een bloeitijd in. De bevolking van de stad groeide sterk en de wijken buiten de stadsmuur breidden uit: Tropeyte en Tutelle in het noorden, Saint-Martin en Saint-Seurin in het westen en Saint-Éloi in het zuiden. Op de Garonne ontstond een nieuwe, grotere haven. In 1154 kwam de stad door het huwelijk van Eleonora van Aquitanië (voormalig echtgenote van Lodewijk VII van Frankrijk) met Hendrik II van Engeland in Engels bezit. Dat zou ze drie eeuwen blijven, net als de regio Aquitanië waarvan ze de hoofdstad is. Vooral in de 13e eeuw bloeide de stad door de wijnhandel met Engeland. Door de afstand tot het gezag in Londen genoten de stad en de regio een grote mate van autonomie. Bordeaux kreeg in 1206 een stadsbestuur bestaande uit jurats en een burgemeester. Begin 14e eeuw liet de Aquitaanse paus Clemens V de kathedraal herbouwen in gotische stijl. Op haar hoogtepunt in het eerste kwart van de 14e eeuw telde de stad 30.000 inwoners.

#### Verval

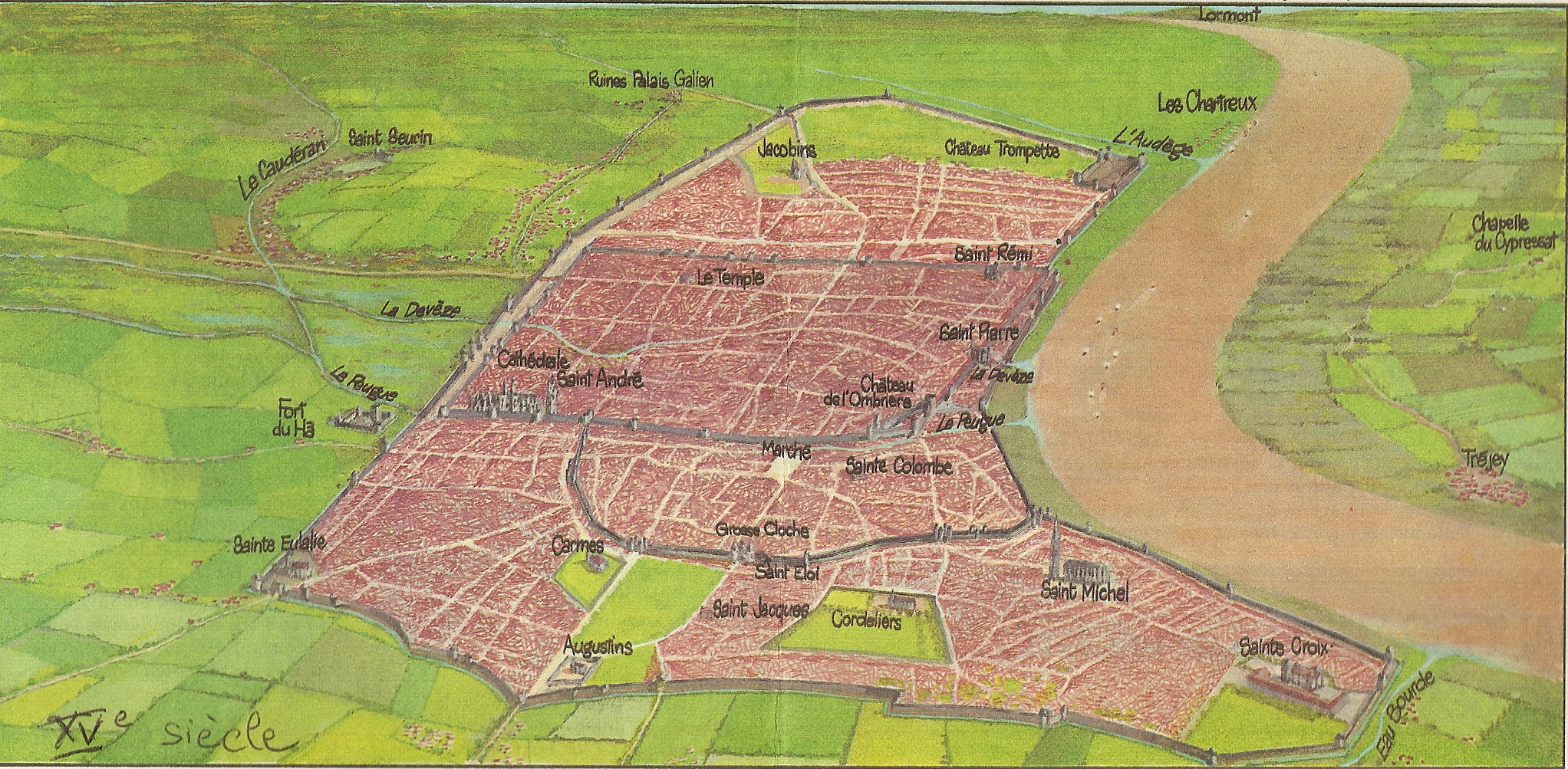
Bordeaux in tweede helft van de 15e eeuw

De Zwarte Dood brak uit in 1348 en kostte het leven aan een op de drie inwoners van de stad. Ondertussen was de Honderdjarige Oorlog uitgebroken. In 1355 kwam Eduard van Woodstock met zijn leger aan in Bordeaux. De stad kreunde onder de zware belastingen die werden geheven om de oorlog te bekostigen. In 1438 stond het leger van koning Karel VII van Frankrijk een eerste keer voor de stadsmuren. De buitenwijk Saint-Seurin en het omliggende platteland werden geplunderd. In 1442 sloeg de stad een beleg af maar in 1450 stond het Franse leger opnieuw voor de poorten. Op 1 november 1450 waagden de Bordelais een uitbraak maar deze verliep desastreus met honderden doden tot gevolg. De dag werd daarom bekend als mala jornada (kwade dag). In de lente van 1451 capituleerde de stad en kwam het gebied in Frans bezit. Bordeaux kreeg gunstige vredesvoorwaarden maar bleef Engels gezind. Op 22 oktober 1452 landde John Talbot met 4.000 Engelse soldaten in Bordeaux. Het jaar erop heroverde koning Karel VII de stad. Er braken zware tijden aan voor Bordeaux. Koning Karel VII legde een boete op en schortte de privilegies van de stad op. Bovendien liet hij twee dwangburchten bouwen om de stad onder de duim te houden. Het was het einde van de handel met Engeland, waardoor de stad aan welvaart inboette. In 1462 gaf koning Lodewijk XI een gedeelte van de verloren vrijheden terug door Bordeaux van een parlement te voorzien, maar de stad ging gestaag achteruit.

### Vroegmoderne tijd

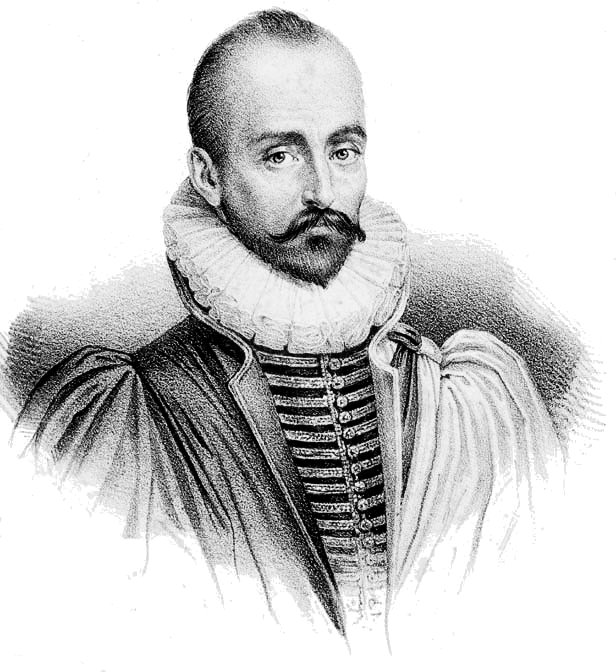
Michel de Montaigne

In de 16e eeuw namen de filosofie en met name het humanisme er een grote vlucht. De Universiteit van Bordeaux, die aan het einde van het Engelse bewind was gesticht in 1441, werd in 1533 versterkt door het Collège de Guyenne. De bekendste denker uit Bordeaux die er studeerde was Michel de Montaigne, die ook twee perioden burgemeester van de stad was. De burgemeester en het Parlement van Bordeaux werden benoemd door de koning. Hetzelfde gold voor de gouverneur van Guyenne die in Bordeaux zetelde. De jurade werd gekozen uit de lokale notabelen.
Door de contacten met protestantse landen verspreidde het protestantisme zich eerst onder de handelaars. In 1560 telde de stad ongeveer 7.000 protestanten. Er volgde repressie. Tijdens de Bartholomeusnacht (1572) vielen ook onder de protestanten van Bordeaux slachtoffers. Het Parlement van Bordeaux probeerde het protestantisme te onderdrukken. Het deed er twee jaar over om het Edict van Nantes (1598) te registreren. Ook al was er dan geloofsvrijheid, de protestanten kregen geen toelating om een kerk binnen de stadsmuren te bouwen. Toen de geloofsvrijheid in 1685 werd ingetrokken, werd ook de protestantse kerk in Bègles afgebroken. Toch bleef het protestantisme aanwezig in de stad, vooral onder de handelaars en industriëlen.
Verder kende Bordeaux het nodige oproer tijdens La Fronde. Pas in 1653 onderwierp Bordeaux zich aan het centrale gezag in Parijs. Hierna werd de haven van Bordeaux wel weer opengesteld voor de handel.

#### Nieuwe bloei

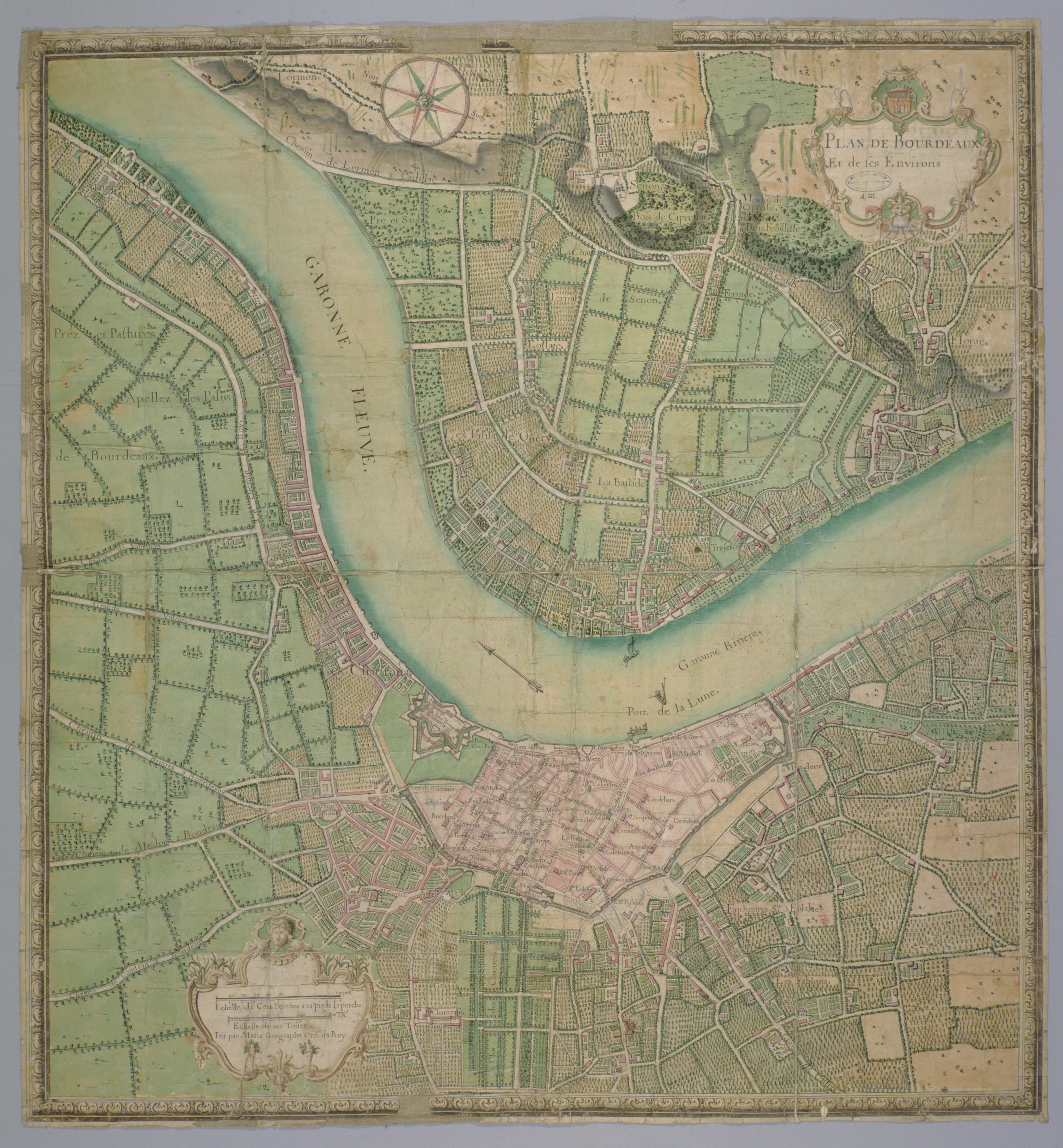
Bordeaux in 1717

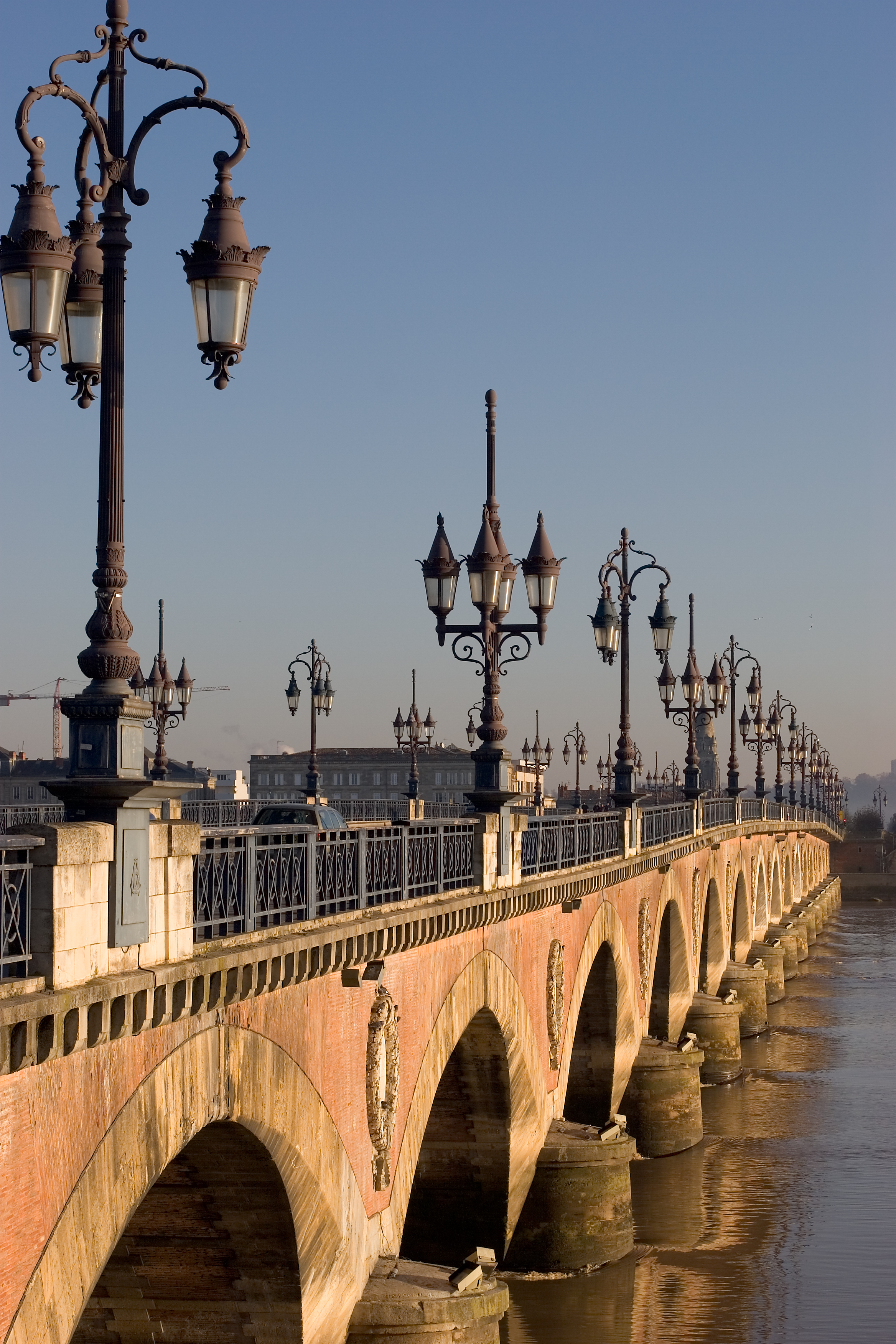
De Pont de pierre over de Garonne

Hierop volgde een tweede belangrijke bloeiperiode, die zou duren tot de Franse Revolutie. De gouverneur en vooral de intendant vertegenwoordigden het koninklijke gezag in de stad en waren erg invloedrijk. De haven werd de belangrijkste van Frankrijk. Er werd gehandeld in wijn en andere lokale producten binnen Europa, maar ook in suiker, koffie, cacao, indigo en katoen uit de koloniën. De meeste inkomsten kwamen echter uit de slavenhandel. Vanaf 1716 was Bordeaux een van de Franse havensteden die met koninklijke toelating handelde in slaven. Tegen het einde van de eeuw was Bordeaux de belangrijkste Franse haven en de op een na belangrijkste van Europa, na Londen. Er kwamen dan ook scheepswerven in Bordeaux.
Onder impuls van de intendanten brak de stad uit haar middeleeuwse omwalling. Er werden pleinen, promenades en een park aangelegd. In deze tijd werden veel van de huidige monumenten in de stad gebouwd, waaronder het monumentale Grand Theatre de Bordeaux en een aantal triomfbogen zoals de Porte d'Aquitaine op Place de la Victoire.

### Moderne tijd
Bordeaux kreeg veel te lijden van de Franse Revolutie en het bewind van Napoleon. De stad probeerde haar gematigd revolutionaire stem in Parijs te laten horen via haar vertegenwoordigers, de girondijnen, maar deze werden afgezet en vervolgd. In de napoleontische tijd werd de handel over de Atlantische Oceaan gesloten. Na de nederlaag van Napoleon in de Slag bij Waterloo was Bordeaux de eerste stad die het koningshuis weer ontving, in de persoon van Lodewijk XVIII. Tijdens de restauratie van de monarchie werd de eerste brug over de Garonne gebouwd, de Pont de pierre.
Aan het eind van de 19e eeuw vestigen zich in de stad verschillende grote chemische, metaal- en voedselindustrieën. Vanaf 1852 is de stad per spoorlijn met Parijs verbonden; in eerste instantie door middel van een station op de rechteroever van de Garonne, aan de overkant van het stadscentrum.
In 1870, tijdens de Frans-Duitse Oorlog en de Commune van Parijs vormde Léon Gambetta een regering die zich terugtrok in Bordeaux. De stad was daarmee voor de eerste maal tijdelijk de hoofdstad van Frankrijk. Dit gebeurde voor de tweede keer toen Parijs tijdens de Eerste Wereldoorlog door de Duitse troepen werd bedreigd. In 1917 kwamen de Amerikaanse soldaten in Bordeaux aan wal.
De Tweede Wereldoorlog luidde opnieuw een moeilijke periode in voor Bordeaux. In 1940 werd de stad voor de derde keer in haar geschiedenis kortstondig de zetel van de regering, waardoor ze de bijnaam "de tragische hoofdstad" kreeg. Hierna verhuisde de regering naar Vichy. Onder de Duitse bezetting werd de stad bestuurd door fanatieke collaborateurs, waarvan Maurice Papon de bekendste is. Deze liet bijna de voltallige joodse gemeenschap van de stad deporteren.
Na de oorlog worden onder burgemeester Jacques Chaban-Delmas (1947-1995) in Bordeaux vele stedenbouwkundige projecten uitgevoerd, waarvan de bekendste Bordeaux-Lac en Mériadeck zijn. Ook werd in deze periode in Talence de destijds grootste campus van Europa gebouwd. Desalniettemin vond Bordeaux zijn glorie van voor de Franse Revolutie niet terug. Door de aanblik van een rijke stad waar de economische dynamiek verdwenen is, kreeg de stad de bijnaam la belle endormie (de "schone slaapster").
Van 1995 tot 2019 was Alain Juppé burgemeester van de stad, met een onderbreking van twee jaar als gevolg van een veroordeling wegens corruptie. Juppé probeerde de stad met redelijk succes weer nieuw leven in te blazen, onder andere door de aanleg van tramlijnen en het opknappen van de kades.

## Geografie

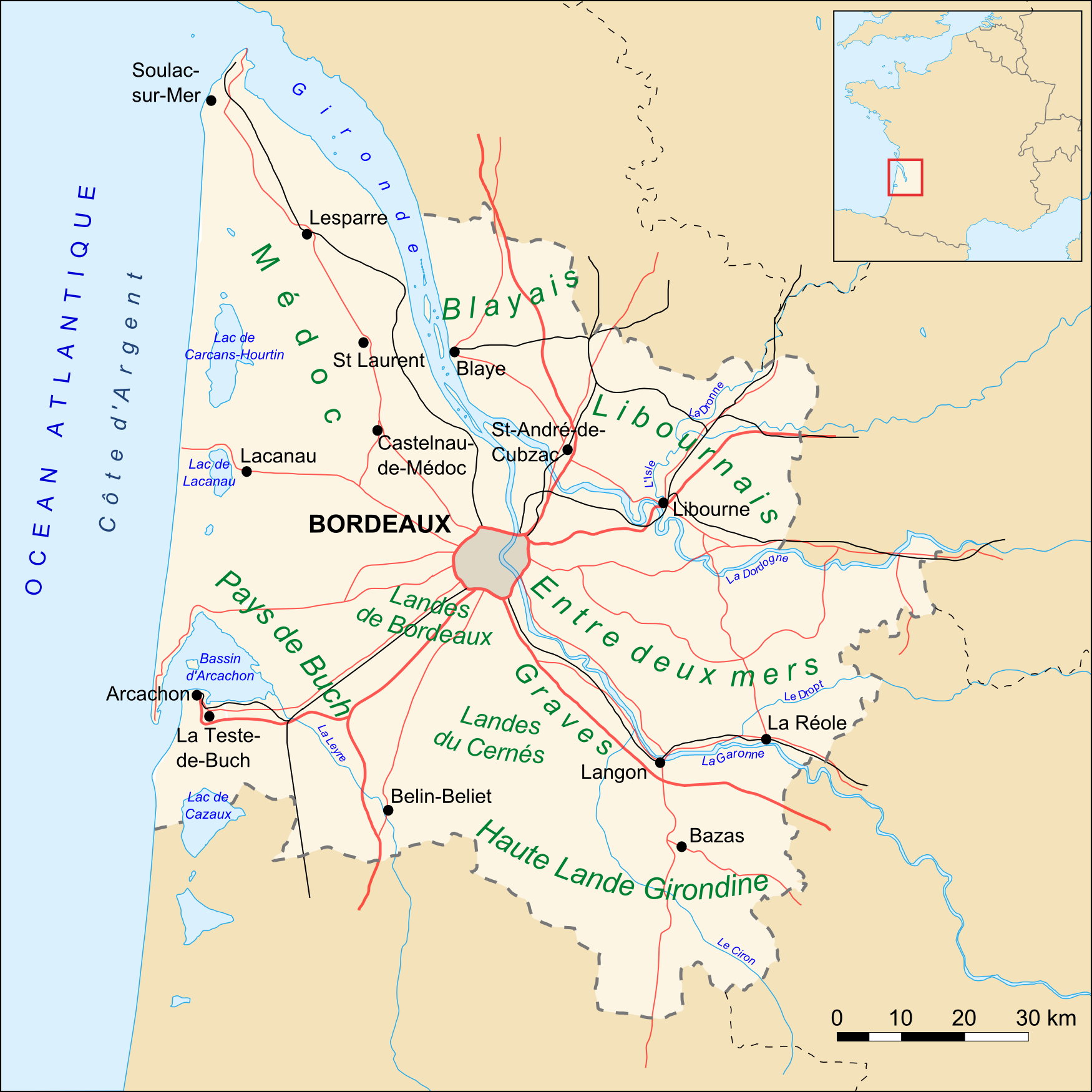
Bordeaux en het departement Gironde

Bordeaux ligt in het zuidwesten van Frankrijk in de buurt van de Atlantische Oceaan, aan de oevers van de Garonne, die zich meer stroomafwaarts verenigt met de Dordogne om de Gironde te vormen.
De oppervlakte van Bordeaux bedroeg op 1 januari 2022 49,36 vierkante kilometer; de bevolkingsdichtheid was toen 5.375,4 inwoners per km².
De onderstaande kaart toont de ligging van Bordeaux met de belangrijkste infrastructuur en aangrenzende gemeenten.

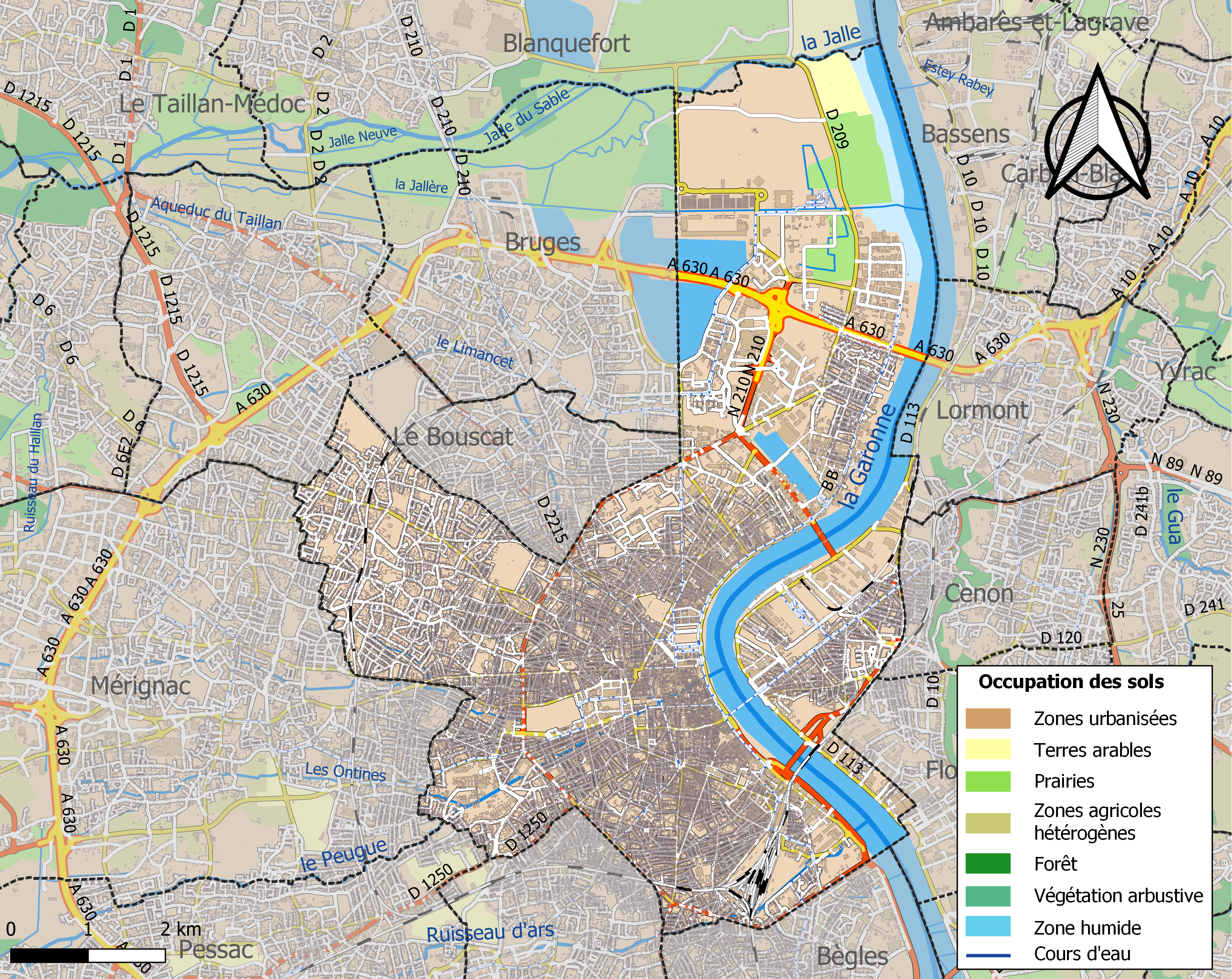

### Geologie en klimaat

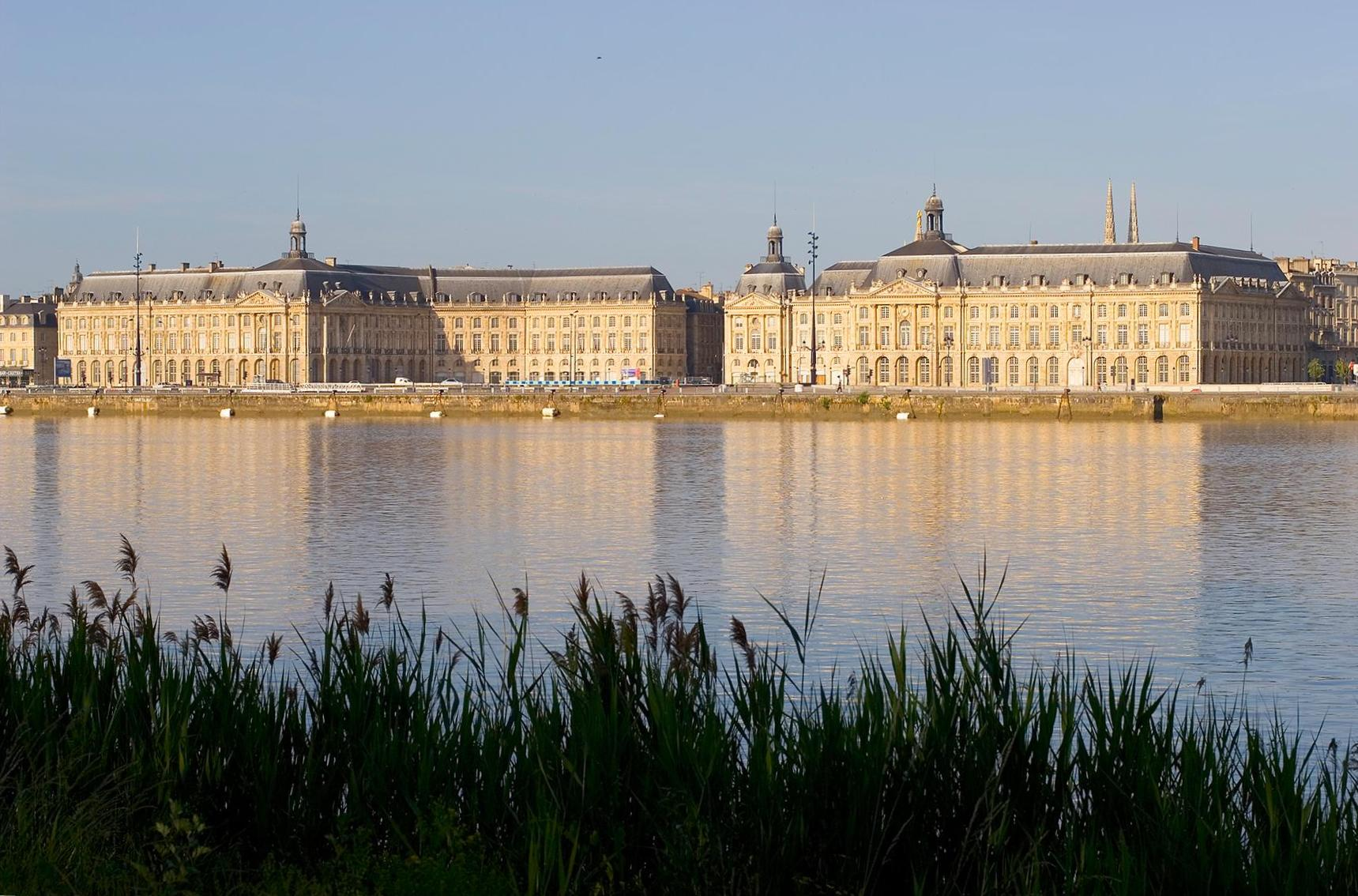
De beurs gezien van de rechteroever

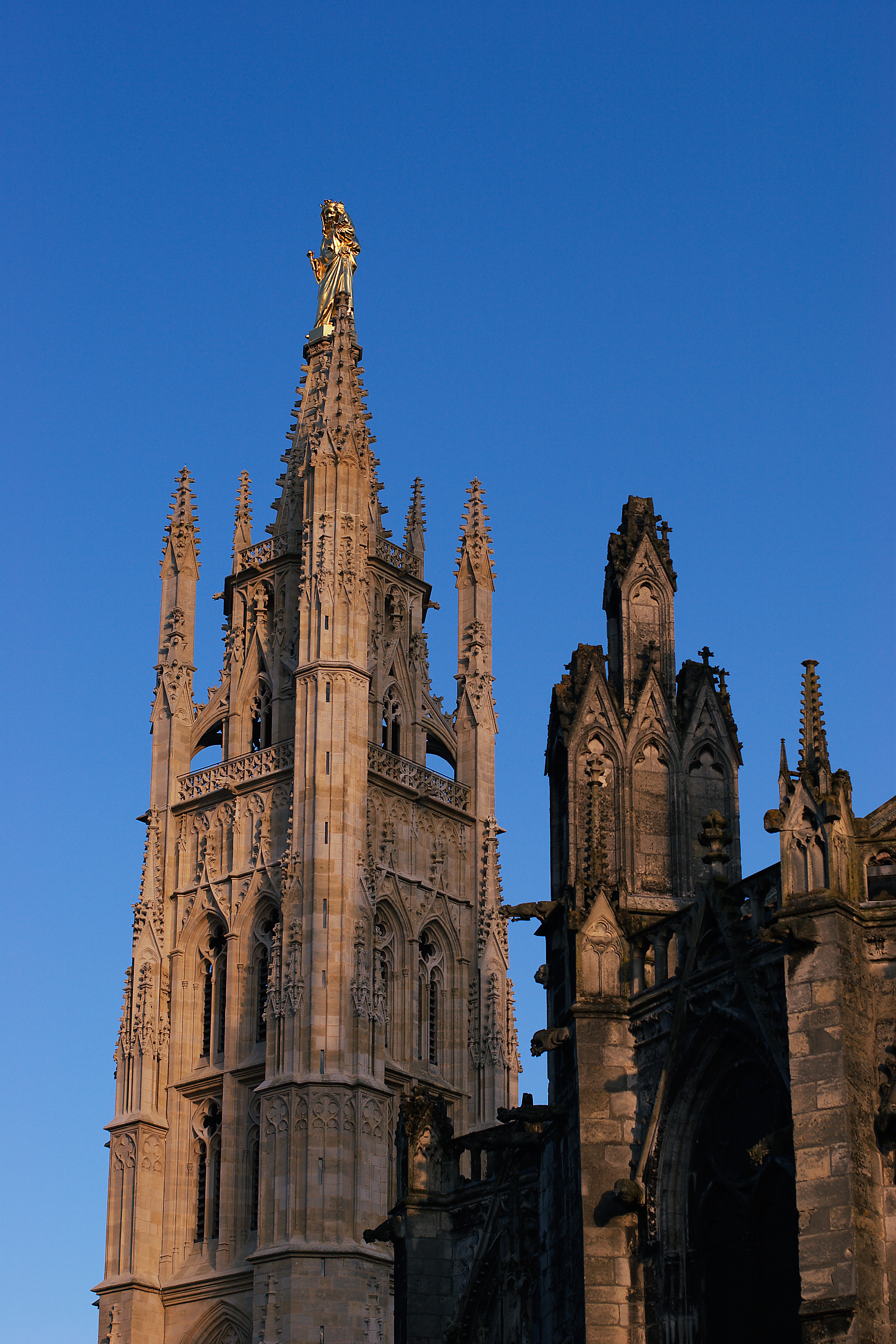
De toren van de kathedraal

Het grootste gedeelte van de stad ligt op de linkeroever van de rivier, die bestaat uit grote zand- en grindvlaktes die overgaan in de Landes de Gascogne, dichtbebost en vaak moerasachtig. De vlaktes rond Bordeaux zijn uitermate geschikt voor wijnbouw. De wijnstreken Médoc, Graves, Sauternes en nog enkele andere liggen op deze vlaktes. Aan de andere kant van de rivier ligt een veel heuvelachtiger kalksteenplateau, negentig meter hoger dan de vlaktes. Aan deze kant van de stad liggen onder andere de wijnstreken Entre-Deux-Mers, Pomerol en Saint-Émilion.
Bordeaux heeft door de nabijheid van de Atlantische Oceaan een gematigd zeeklimaat, met zachte winters en koele zomers. Gemiddeld valt er 820 mm neerslag over het hele jaar verdeeld; gemiddeld zijn er 150 regenachtige dagen per jaar. Maar aan de andere kant overtroeft deze regio met 2000 zonuren per jaar veel andere Franse regio's. 's Zomers is er regelmatig onweer door de warmte. Door de grote wateroppervlakte van de Atlantische Oceaan en de Gironde, die 's nachts opgeslagen zonnewarmte afgeven, is het verschil tussen de nacht- en de dagtemperaturen gering. Juist dit microklimaat is gunstig voor de goede rijping van de druiven die het ingrediënt zijn voor de befaamde wijn. De gemiddelde temperatuur bedraagt 6,4 °C in januari en 20,9 °C in augustus. Gemiddeld is het er 16 dagen per jaar warmer dan 30 °C.
| Maand                       | jan   | feb   | mrt  | apr  | mei  | jun  | jul  | aug  | sep  | okt  | nov   | dec   | Jaar  |
| --------------------------- | ----- | ----- | ---- | ---- | ---- | ---- | ---- | ---- | ---- | ---- | ----- | ----- | ----- |
| Hoogste maximum (°C)        | 20,2  | 26,2  | 27,7 | 31,1 | 35,4 | 39,2 | 38,8 | 40,7 | 37   | 32,2 | 25,1  | 22,5  | 40,7  |
| Gemiddeld maximum (°C)      | 10,1  | 11,7  | 15,1 | 17,3 | 21,2 | 24,5 | 26,9 | 27,1 | 24   | 19,4 | 13,7  | 10,5  | 18,5  |
| Gemiddelde temperatuur (°C) | 6,6   | 7,5   | 10,3 | 12,4 | 16,1 | 19,3 | 21,4 | 21,4 | 18,5 | 14,9 | 9,9   | 7,2   | 13,8  |
| Gemiddeld minimum (°C)      | 3,1   | 3,3   | 5,4  | 7,4  | 11   | 14,1 | 15,8 | 15,7 | 12,9 | 10,4 | 6,1   | 3,8   | 9,1   |
| Laagste minimum (°C)        | −16,4 | −15,2 | −9,9 | −5,3 | −1,8 | −2,5 | 4,8  | 1,5  | −1,8 | −5,3 | −12,3 | −13,4 | −16,4 |
|                             |       |       |      |      |      |      |      |      |      |      |       |       |       |
| Neerslag (mm)               | 87,3  | 71,7  | 65,3 | 78,2 | 80   | 62,2 | 49,9 | 56   | 84,3 | 93,3 | 110,2 | 105,7 | 944,1 |

### Stadsbeeld
De stad bestaat uit onder andere de volgende wijken: de oude binnenstad, de wijken Grand Parc, Saint Seurnin en Chartrons, het moderne Mériadeck en verder de buitenwijken Le Lac, Caudéran en als enigen op de rechteroever van de rivier La Bastide en La Benauge.
Een van de belangrijkste bezienswaardigheden van de stad is de Place des Quinconces, het grootste plein van Frankrijk en een van de grootste pleinen van Europa, gelegen aan de noordkant van de oude binnenstad. Op dit plein staat het Monument aux Girondins, een zuil met twee monumentale fonteinen aan de voet.
Bordeaux-Lac is een buitenwijk die in de jaren zestig en zeventig is aangelegd. Naast woonflats zijn er in deze wijk vele kantoorgebouwen, een overdekte velodroom en een congrescentrum te vinden. La Bastide is de buitenwijk die aan de overkant van de rivier ligt. Historisch gezien lag hier het haven- en industrieterrein. Sinds het herstructureringsplan van het begin van de 21e eeuw wordt deze wijk opgeknapt.

### Kerken
De onderstaande drie kerkgebouwen zijn Unesco-Werelderfgoed als onderdeel van de inschrijving Pelgrimsroutes in Frankrijk naar Santiago de Compostella.
- Sint-Michielsbasiliek
- Kathedraal van Bordeaux
- Sint-Severinusbasiliek

### Stadspoorten
- Porte Cailhau
- Grosse Cloche

## Demografie
De stad kende een erg sterke groei in de 18e eeuw. De bevolking steeg van 66.000 halfweg deze eeuw naar 110.000 in 1790.
Door het Franse bureau voor de statistiek INSEE werd de bevolking van Bordeaux in januari 2005 op ongeveer 230.000 inwoners geschat. In 2016 was dit cijfer opgelopen tot 252.040. Dat houdt een toename van zo'n 22.000 inwoners in de laatste 11 jaar in, het drievoudige van het Franse gemiddelde, een ommekeer ten opzichte van de trend van de 20e eeuw, toen de stad gestadig aan leeg liep. De agglomeratie (Bordeaux Métropole) telde in 2013 876.714 inwoners. De bevolkingsdichtheid in de stad ligt met iets meer dan 5000 inwoners per km² vrij hoog; over de hele agglomeratie ligt dit cijfer op 713 inwoners per km².
Onderstaande figuur toont het verloop van het inwoneraantal van Bordeaux vanaf 1962.

Bron: Frans bureau voor statistiek. Cijfers inwoneraantal volgens de definitie population sans doubles comptes (zie de gehanteerde definities)

### Zelfbeeld en reputatie
Het zelfbewustzijn van de inwoners van Bordeaux is uitgesproken regionalistisch. De stad met een rijke geschiedenis en een zeer onafhankelijke geestelijke en politieke traditie is trots op zichzelf. Bordeaux is het onbetwiste middelpunt van een groot gedeelte van Zuidwest-Frankrijk. Toen tijdens de Revolutie de girondijnse afgevaardigden werden afgezet en vervolgd, nam de stad deel aan de federalistische opstanden, die vanuit Parijs hardhandig de kop werden ingedrukt. Nog steeds klinkt uit Bordeaux de roep om meer decentralisatie. Een sterke rivaliteit bestaat er met Marseille, de andere belangrijke Zuid-Franse havenstad. Gewoonlijk onderhoudt de stad goede banden met Toulouse.

### Bevolkingssamenstelling
Door het aantrekkelijke klimaat, de relatief hoge levensstandaard en de gunstige ontwikkelingsmogelijkheden is er door de eeuwen heen vaak een grote migratie naar de stad geweest. Met name het grote aantal instellingen voor (hoger) onderwijs en de nieuw gevestigde bedrijven maken dat de stad in vergelijking met de rest van Frankrijk bovengemiddeld jong en hoog opgeleid is.
Ook is de stad een toevluchtsoord geweest voor Portugese en Spaanse vluchtelingen en gastarbeiders: in de tijden van de Spaanse Inquisitie voor joden uit die landen en in de 20e eeuw door de politieke situatie in die landen, met name na de Spaanse Burgeroorlog, en onder de dictaturen van Franco en Salazar. Velen van deze vluchtelingen hebben zich tot Fransman laten nationaliseren. Ook zijn er veel gastarbeiders uit de Maghreb, hoewel minder dan in steden als Parijs, Lyon of Marseille.

## Economie
Volgens het Franse bureau van de statistiek, de INSEE, zit 8,8% van de actieve bevolking van de stad in de werkloosheid. De overigen zijn als volgt verdeeld over de verschillende sectoren:
- landbouw: 0,3%
- industrie: 10,7%
- diensten: 89%

### Wijnbouw

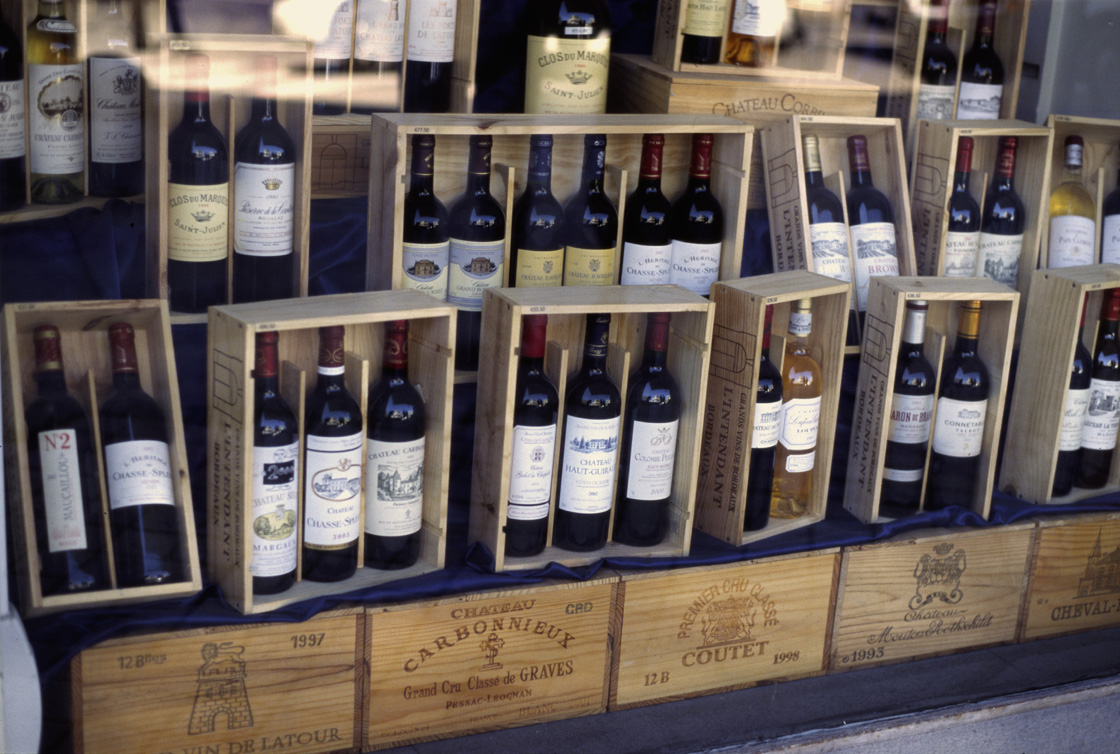
Flessen Bordeaux

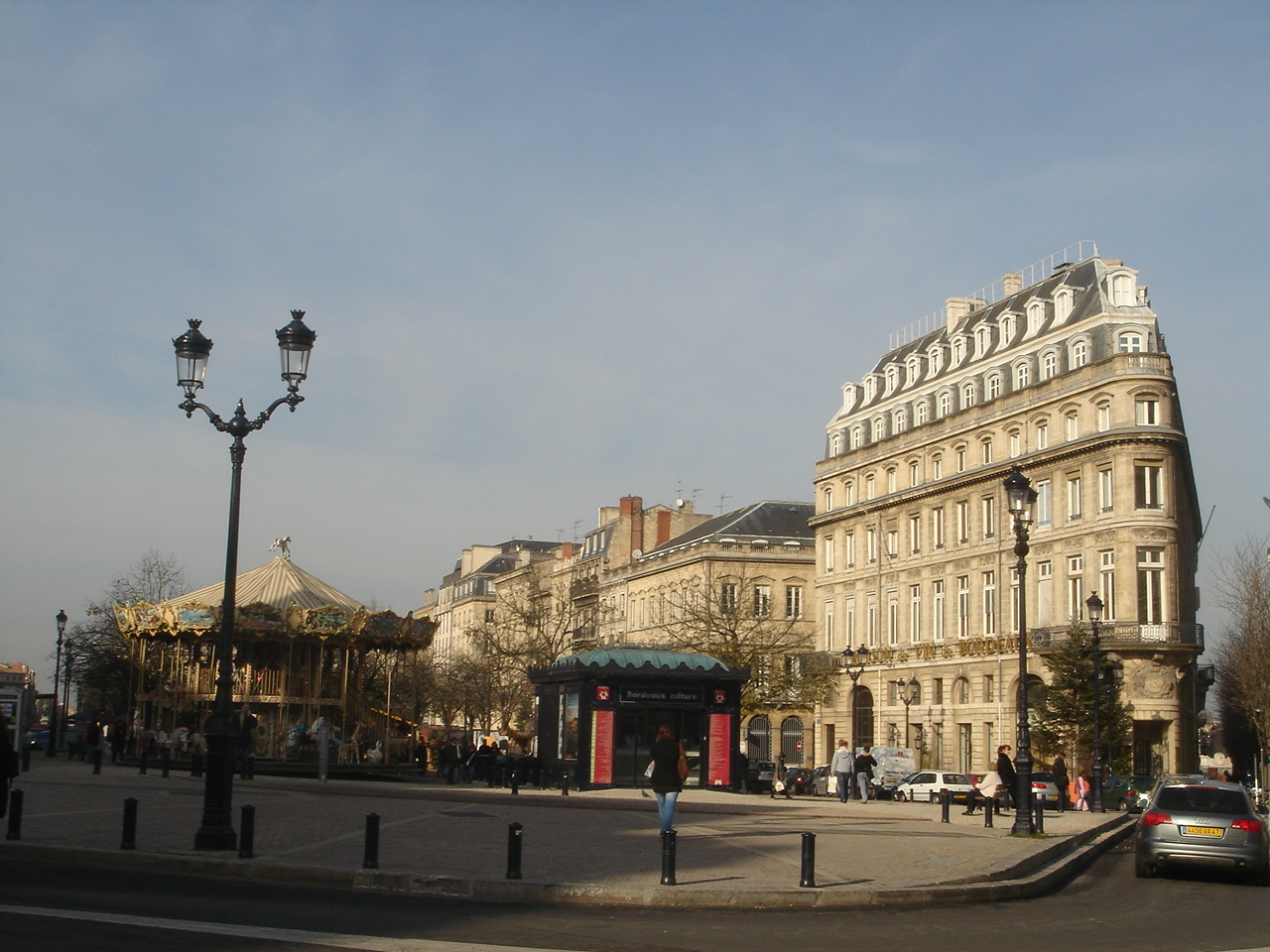
Het Maison des vins de Bordeaux is de etalage van de wijnproducenten en -handelaars. Niet te verwarren met de Cité internationale du vin.

Bordeaux beschouwt zichzelf als wereldhoofdstad van wijn. In de omgeving van de stad, in de wijnstreek Bordeaux produceren talrijke wijngaarden vele prestigieuze en minder prestigieuze wijnen. Rondom de stad ligt 117.514 hectare wijngaard, werken er 14.000 wijnproducenten en 400 wijnhandelaren, die gezamenlijk een omzet van 14,5 miljard euro maken. Jaarlijks worden er 700 miljoen flessen gevuld van alle mogelijke kwaliteiten. De wijn met de beroemde rode kleur wordt gemaakt vanaf de druivensoorten Cabernet Sauvignon, Merlot, Cabernet Franc, Petit Verdot en Malbec. De druivensoorten sauvignon blanc, sémillon en muscadelle worden gebruikt voor de witte wijnen. De wijnstreek Bordeaux bestaat uit vijf gebieden: Entre-Deux-Mers, Libournais, Bourgeois-Blayais (rondom het stadje Blaye), Graves en de Médoc. De bekendste heuvels zijn die van Saint-Émilion, Pauillac, Sauternais en Pomerol. In 1855 is een Bordeauxwijnclassificatie van de verschillende crus opgesteld, die de kwaliteit van de verschillende châteaux vastlegt.

### Industrie
Naast 'wijnstad' is Bordeaux een belangrijke industriestad. Belangrijkste fabrikant is het automerk Ford. Hoewel de conventionele industrie het sinds de jaren 1980 moeilijk heeft gehad, heeft de stad zich op de kaart weten te zetten met industrieën voor moderne precisietechnieken. Na Toulouse is Bordeaux het belangrijkste Franse productiecentrum van de lucht- en ruimtevaartindustrie en de defensie-industrie, met 28.000 arbeidsplaatsen. De belangrijkste producenten zijn Groupe Dassault, EADSC en de Thales Groep. Enkele prestigieuze projecten en producten zijn de cockpit van de Airbus A380, de motoren van de Arianeraket en machines verbonden aan het Franse kernwapenprogramma.
Verder zijn de farmaceutische industrie en de voedingsindustrie goed vertegenwoordigd in de stad. In deze laatste sector (die 30.000 arbeidsplaatsen vertegenwoordigt) zijn er bijvoorbeeld LU en drankenfabrikant Pernod Ricard actief. Ten slotte is er in de stad houtverwerkende en papierindustrie te vinden, waar met name het hout uit het nabijgelegen bos van Les Landes wordt verwerkt.

### Diensten
De dienstverlenende sector is de belangrijkste sector van de stad. 52% van de actieve bevolking werkt in de handel, 15% in de middenstand, 9% in de transportsector en 4% in de financiële sector. In deze sector is de wijnhandel uiteraard goed vertegenwoordigd. Het Maisons des Vins de Bordeaux, tegenover het Grand Théâtre is de etalage van de wijnsector. Aan de kades, in de wijk Chartrons, zit de Cité Mondial du Vin, een congrescentrum en beursruimte volledig gewijd aan wijn.
De belangrijkste winkelstraat van de stad is de Rue Sainte-Catherine die wel de langste winkelstraat van Europa wordt genoemd.
Ten slotte is het toerisme in volle ontwikkeling, dankzij het culturele erfgoed van de stad en haar positie als doorreisplaats naar de kust, Spanje en het binnenland (onder andere naar de Dordogne).

### Pers en media
Frankrijk is een van de meest gecentraliseerde landen ter wereld. Hieruit komt onder andere voort dat de belangrijkste uitgevers en dagbladen in de hoofdstad, Parijs, verschijnen. Het lokale dagblad is Sud Ouest, dat verschijnt in tabloidformaat. Deze krant verschijnt in geheel Aquitanië en in gedeeltes van Poitou-Charentes, Limousin en Occitanië, vaak als lokale editie. Ook komt er dagelijks een gratis krant uit, Bordeaux 7. De nationale zender France 3 komt met dagelijkse nieuwsbulletins uit de stad en uit de regio. TV7 Bordeaux is de lokale zender van de stad. Zij is eigendom van hetzelfde mediaconcern als de krant Sud Ouest. Er zijn ook meerdere lokale radiozenders in de lucht in de stad.

## Cultuur en samenleving

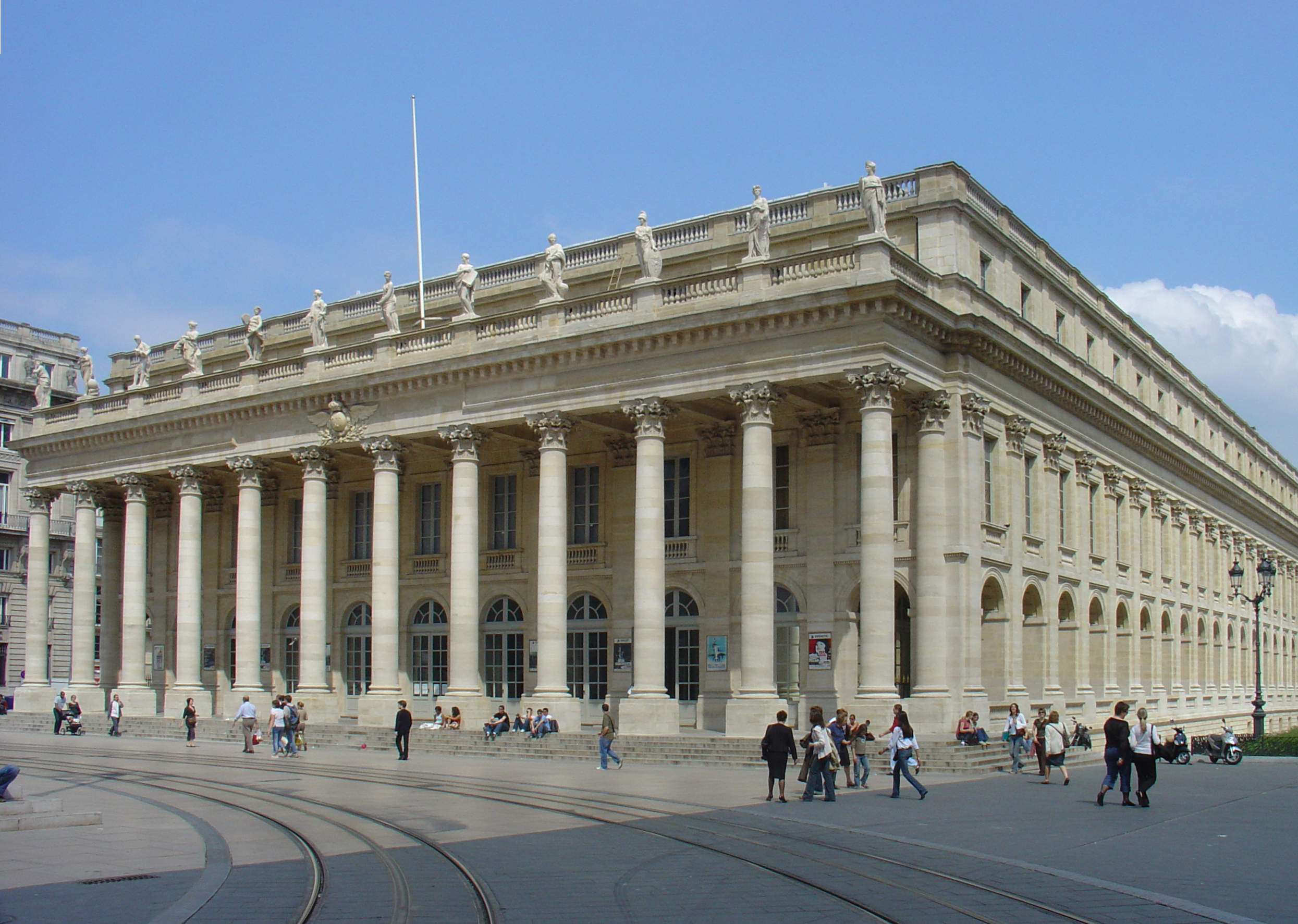
Het Grand Théâtre, het operagebouw van Bordeaux

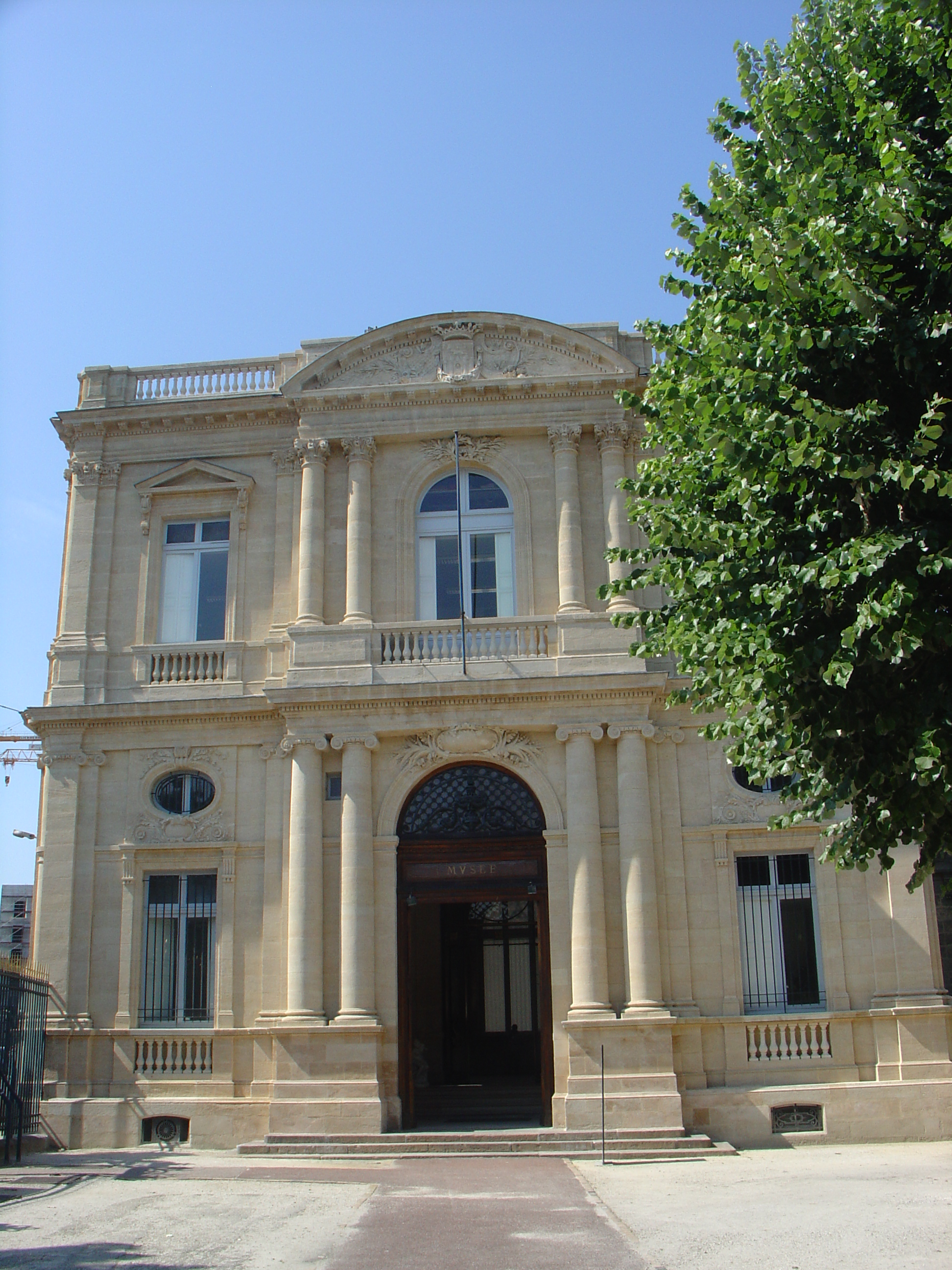
Het museum der schone kunsten

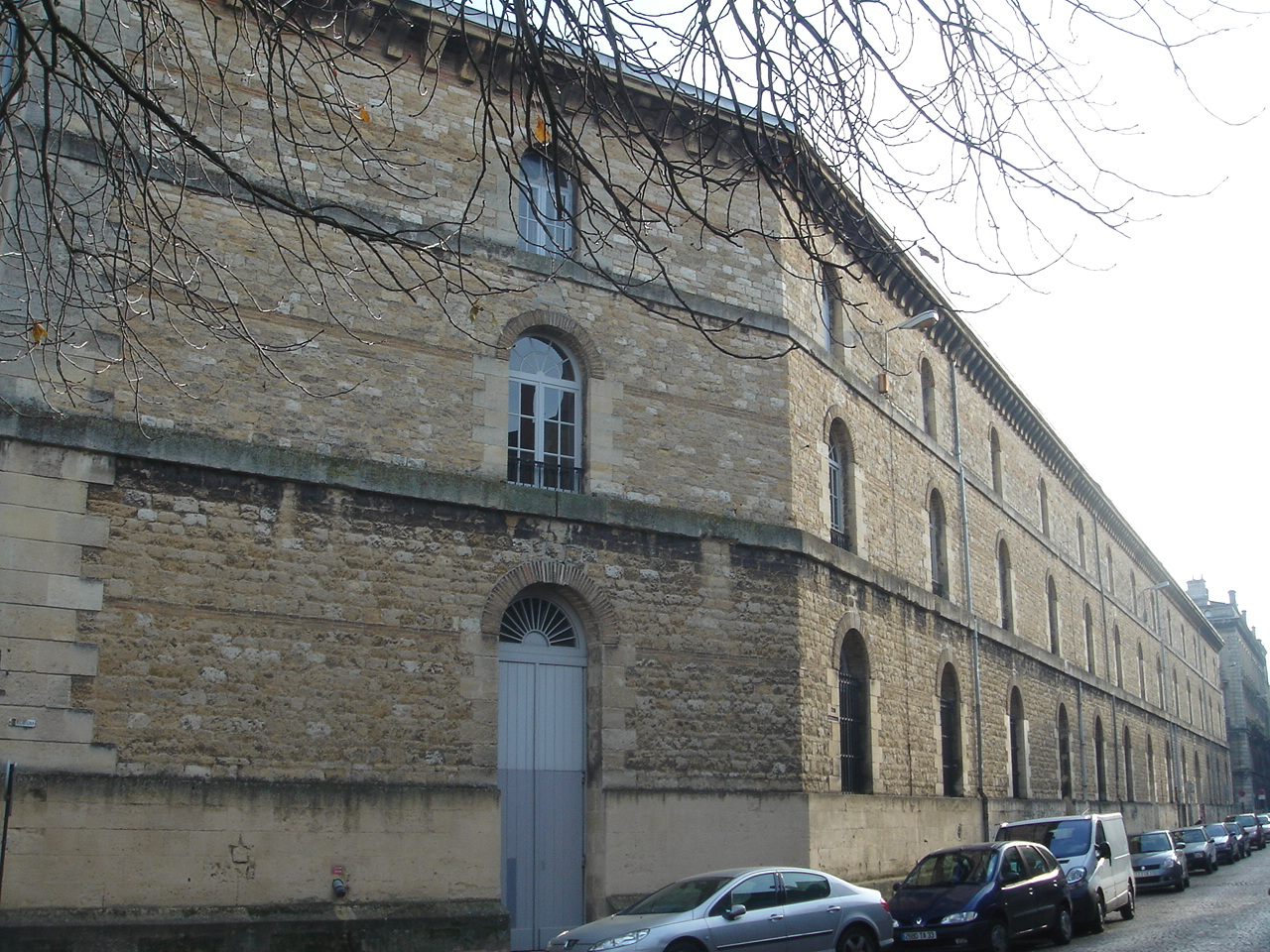
Het CAPC, museum voor moderne kunst

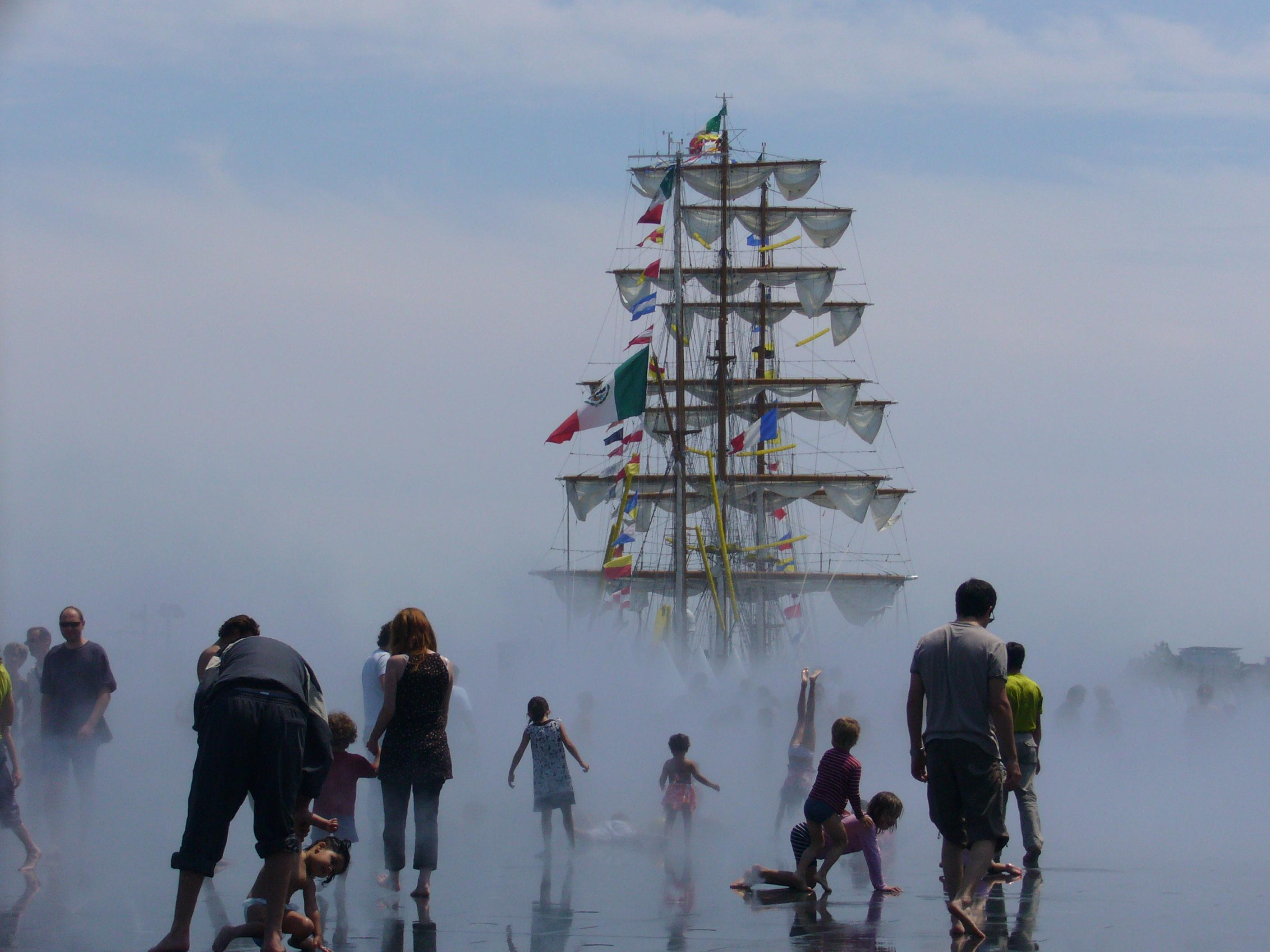
De havenfeesten

Bordeaux is een bruisende stad op het gebied van kunst en cultuur, die zich niet alleen met de belangrijkste andere Franse steden kan meten, maar ook op internationaal gebied een bepaalde uitstraling heeft. Er is een groot aantal theaters en de Opéra National de Bordeaux speelt er thuis. Verder zijn er vele bioscopen te vinden, rondom Place Gambetta en een nieuwe megabioscoop op de rechteroever van de Garonne. Een aantal bekende en minder bekende muziekgroepen komen uit Bordeaux, waaronder Noir Désir, Leisure, Calc, Les Hurlements de Léo, Luke, Smocks, Toxi Faktory en Gojira.

### Musea
De stad kent veel musea, waarvan er enkele internationale bekendheid genieten.
- Het museum der schone kunsten zit in de Oranjerie van het stadhuis. Er hangen werken van onder anderen Titiaan, Rubens, Eugène Delacroix, Renoir, Matisse en Picasso.
- De Cité du Vin is een multimediaal museum over alle aspecten van wijn en wijnmaken
- Het door de beroemde architectuur- en interieurontwerpster Andrée Putman ontworpen CAPC, museum voor moderne kunst, gevestigd in een voormalig entrepot, geniet een bekendheid die de landsgrenzen overschrijdt. Naast een drie verdiepingen hoge schildering van Keith Haring in de liftschacht en een groot aantal werken van Spaanse figuratieve kunstenaars (onder wie Miquel Barceló), bevat de vaste collectie onder andere conceptuele kunst, land art en arte povera. Verder stelt dit museum internationaal bekende exposities tentoon.
- Het Musée des Arts Décoratifs toont serviesgoed, glaswerk, meubels, binnenhuisarchitectuur e.d.
- Het Musée Goupil, stedelijk museum/prentenkabinet toont druktechnieken en grafische kunst der negentiende eeuw van Maison Goupil & Cie uit Parijs
- Het Musée d'Aquitaine is het regionale historische museum, een van de grootste van Frankrijk. In 1783 is het opgericht om resten van het Romeinse Burdigala te tonen, die bloot gelegd waren tijdens stedenbouwkundige werken in de 17e en 18e eeuw. Sinds 1962 bevat de collectie ook objecten uit de prehistorie, de Middeleeuwen, lokale volkenkundige objecten, etc.
- Het Centre Jean Moulin toont de geschiedenis van het Franse verzet tijdens de laatste Wereldoorlog.
- In de zuidvleugel van het Palais de la Bourse aan de kades is het douanemuseum gevestigd.
- Het natuurhistorisch museum
- Musée du Vin et du Négoce de Bordeaux is het wijnhandelmuseum en mag natuurlijk niet ontbreken in het aanbod van musea in de stad.
- Casa de Goya is het huis waar de Spaanse schilder Francisco Goya aan het einde van zijn leven enkele jaren verbleef, in zelfgekozen ballingschap. Hij zou er op 82-jarige leeftijd sterven.

### Evenementen
- Jumping International de Bordeaux, internationale hippische wedstrijd
- De kermis, op Place des Quinconces (bijna de gehele maanden maart en oktober)
- De boekenbeurs (maart/april)
- De internationale beurs van Bordeaux, in de beurshallen, Bordeaux-Lac (mei)
- Chahuts, festival van verhalenvertellers in de wijk Saint-Michel (half juni)
- Vinexpo, internationale wijnbeurs
- Wijnfeest, op Place des Quinconces; de meeste wijnen uit de omgeving worden op dit feest aan het publiek gepresenteerd (eind juni vier dagen lang, in de even jaren)
- Havenfeesten, langs de kades, met boten en muziek uit de hele wereld (afwisselend met het wijnfeest, dus eind juni vier dagen lang, in de oneven jaren)
- De Épicurales, gastronomisch festival met concerten (15 dagen eind juni)
- Europees festival van de korte film
- Dansons "laten we dansen", dansfestival op de kades (juli/augustus)
- Internationaal festival van de vrouwelijke film (oktober)
- Novart, een moderne kunst festival.

### Muziekfestivals
- Internationaal orgelfestival
- Internationaal festival voor klassieke muziek
- Bordeaux jazz festival
- Festival Bordeaux Rock

### Gastronomie
Natuurlijk wordt in de Bordelaise keuken de bekende bordeauxwijn veel gebruikt bij het bereiden van gerechten die typisch zijn voor deze stad. Daarnaast karakteriseert deze keuken zich door het veelvuldig gebruik van sjalotten, die in het zuidwesten van Frankrijk de ui bijna volledig verdrongen heeft. Maar de meest authentieke specialiteiten hebben meer te maken met gebak en desserts.
De nabijheid van de zee is duidelijk te merken. Vooral het Bassin d'Arcachon levert veel vis, oesters en andere zeevruchten. Deze worden voornamelijk opgediend met wit brood, boter, citroen en witte wijn. In het brakke water van de Gironde wordt in het voorjaar elft gevangen, een haringachtige. Ook stokvis wordt hier veel gegeten, met name in de brandade de morue, een salade van stokvis en aardappelen, vaak verfijnd met augurken en sjalotjes.
'Rood vlees', meestal rund, is ook een gangbaar ingrediënt voor lokale gerechten en wordt vaak verkozen boven ander vlees. Het bekendst is de entrecôte à la bordelaise, die rijkelijk met sjalotten bestrooid is. Deze vleesgerechten worden vaak met een zware rode wijnsaus opgediend.

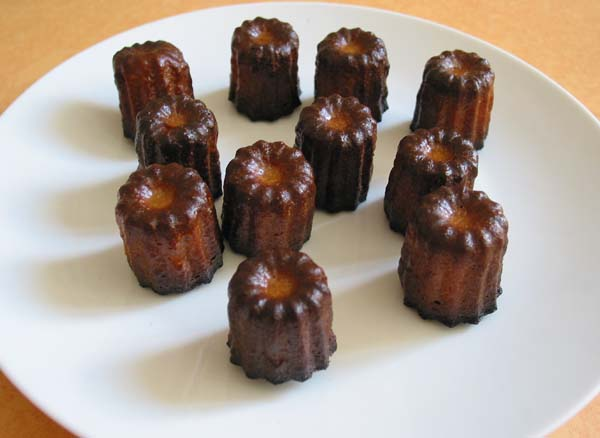
Extra kleine canelés

De ganzenleverpastei uit de omgeving van de stad staat naar zeggen wereldwijd bekend, met name die uit de Périgord, de Landes en Béarn. Deze wordt bij voorkeur als voorgerecht, met zeer zoete witte wijn genuttigd. Een eigen kaas heeft de regio niet voortgebracht.
De bekendste specialiteit die uit de stad zelf komt, zijn de canelés, kleine gebakjes in een tulbandvormpje gebakken. De buitenkant van de canelé is van knapperig, gekaramelliseerde suiker, de binnenkant is van zacht gebak, luchtig en crème-achtig, gemaakt met onder andere rum en vanille. De gebakjes zijn te eten bij het ontbijt, als toetje en als tussendoortje. Ze kunnen alle mogelijke dranken begeleiden, van champagne tot thee, maar het gebruik is er zoete witte wijn bij te drinken.

### Sport

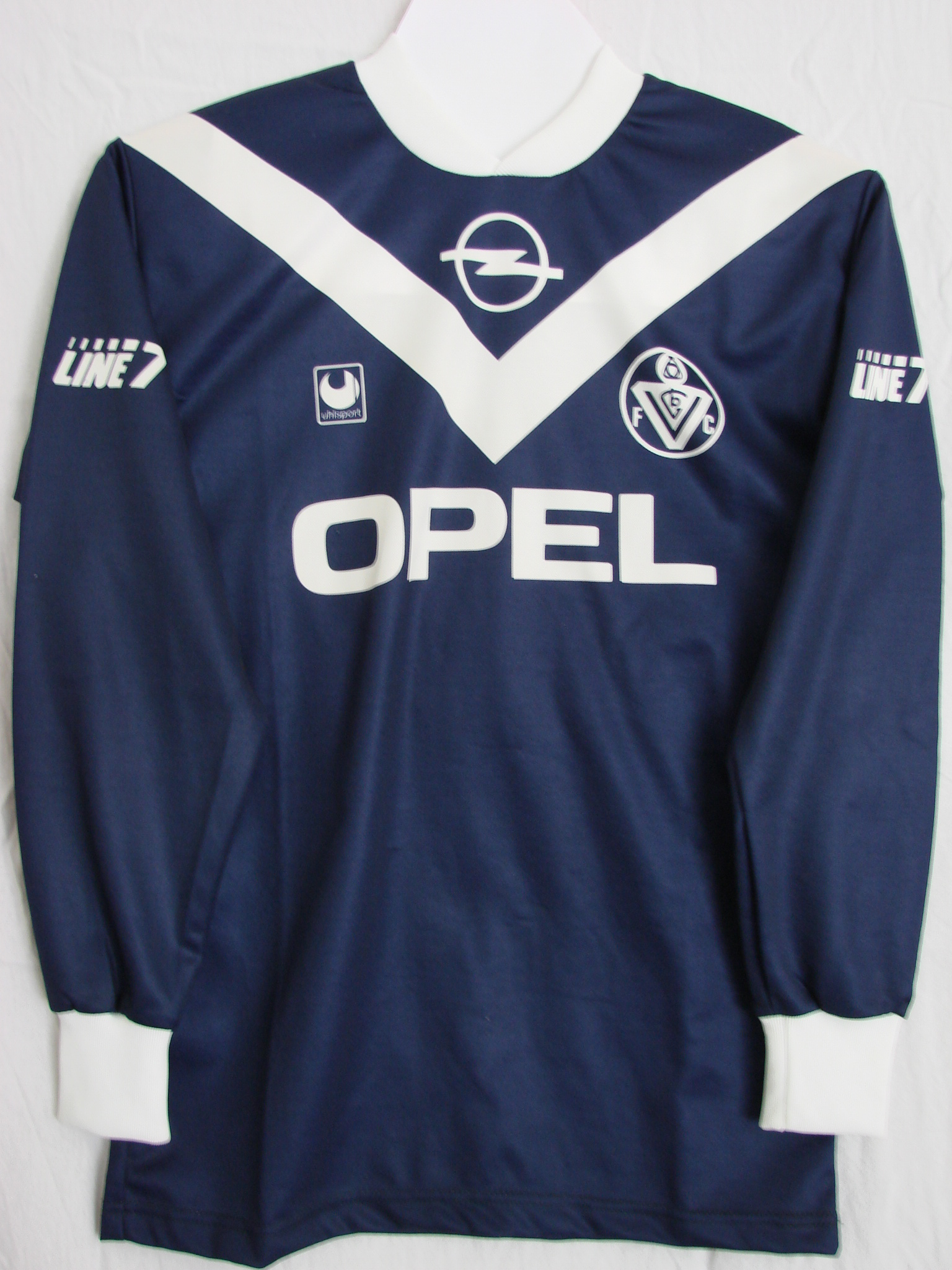
Het shirt van Girondins de Bordeaux

De bekendste voetbalclub van Bordeaux is Girondins de Bordeaux. De club bestaat sinds 1881. Hun kleuren zijn marineblauw-wit. Het Stade Matmut Atlantique (42.115 plaatsen) is hun thuisbasis. In 2018 werd de club overgenomen door het Amerikaanse investeringsfonds General American Capital Partners. De bestuursvoorzitter van dit fonds, Joseph DaGrosa, is sindsdien ook voorzitter van de Girondins. In 2009 werd de club voor het laatst landskampioen. Ze werd dat eerder in 1950 (na het jaar ervoor gepromoveerd te zijn uit de Ligue 2), in 1984, 1985, 1987 en in 1999. Bekerwinnaar werd de club eenmaal: in 1987. Girondins de Bordeaux speelt regelmatig internationaal: in 1985 haalde de club de halve finale van de toenmalige Europacup I en in 1996 de finale van de toenmalige Europacup II.
Zoals op meer plaatsen in Zuid-Frankrijk is ook in Bordeaux rugby een zeer populaire sport. Tot voor kort had de stad echter geen club die op het allerhoogste niveau speelde, omdat twee lokale clubs met elkaar rivaliseerden: de Club athlétique Bordeaux-Bègles Gironde uit de voorstad Bègles en de iets mindere Stade Bordelais. Onder invloed van het stadsbestuur en het lokale bedrijfsleven fuseerden deze twee clubs in 2006 tot de Union SB-CABBG. Deze club speelt in de hoogste competitie.
Bordeaux kent een rijke wielersportgeschiedenis, waarvan de bekendste exponent de wielerklassieker Bordeaux-Parijs is. Deze wordt echter niet meer verreden sinds 1988. In Bordeaux-Lac is een velodroom waar wielerwedstrijden op wereldniveau worden georganiseerd. Bordeaux is ook bekend van de Tour de France. Na Parijs was Bordeaux het vaakst in het routeschema opgenomen. Vaak eindigde ritten naar Bordeaux in een massasprint. Tal van beroemde wielrenners wonnen in Bordeaux, waaronder Jan Raas, Rik van Looy, Freddy Maertens en twee keer Eddy Merckx.
Hiernaast beschikt de stad ook over een ijshockeyteam en een handbalteam die op hoog niveau spelen.
Naast deze sporten wordt in de stad, net als in heel Aquitanië, actief pelota gespeeld, een Baskische sport die het midden houdt tussen squash en het Friese kaatsen.

## Verkeer en vervoer

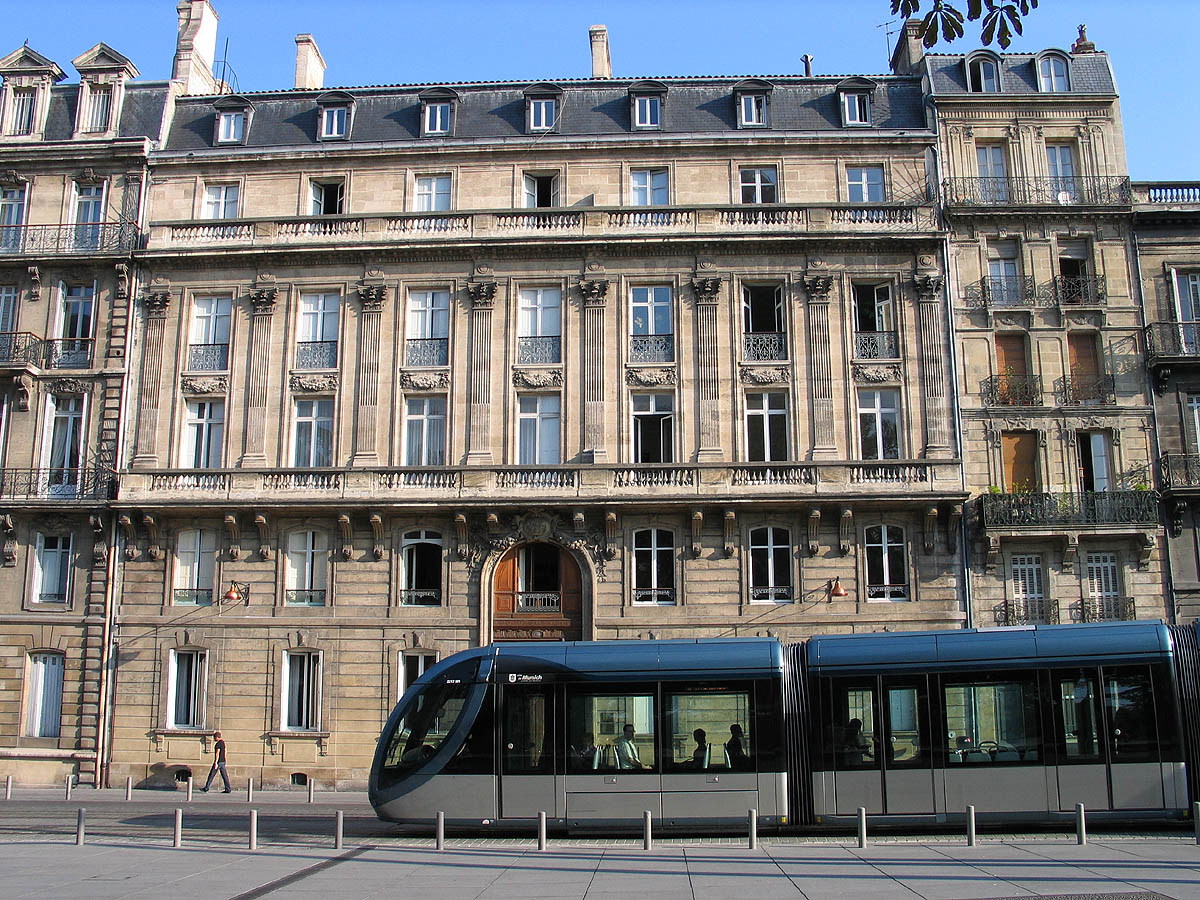
De Tram van Bordeaux op het Place Pey-Berland

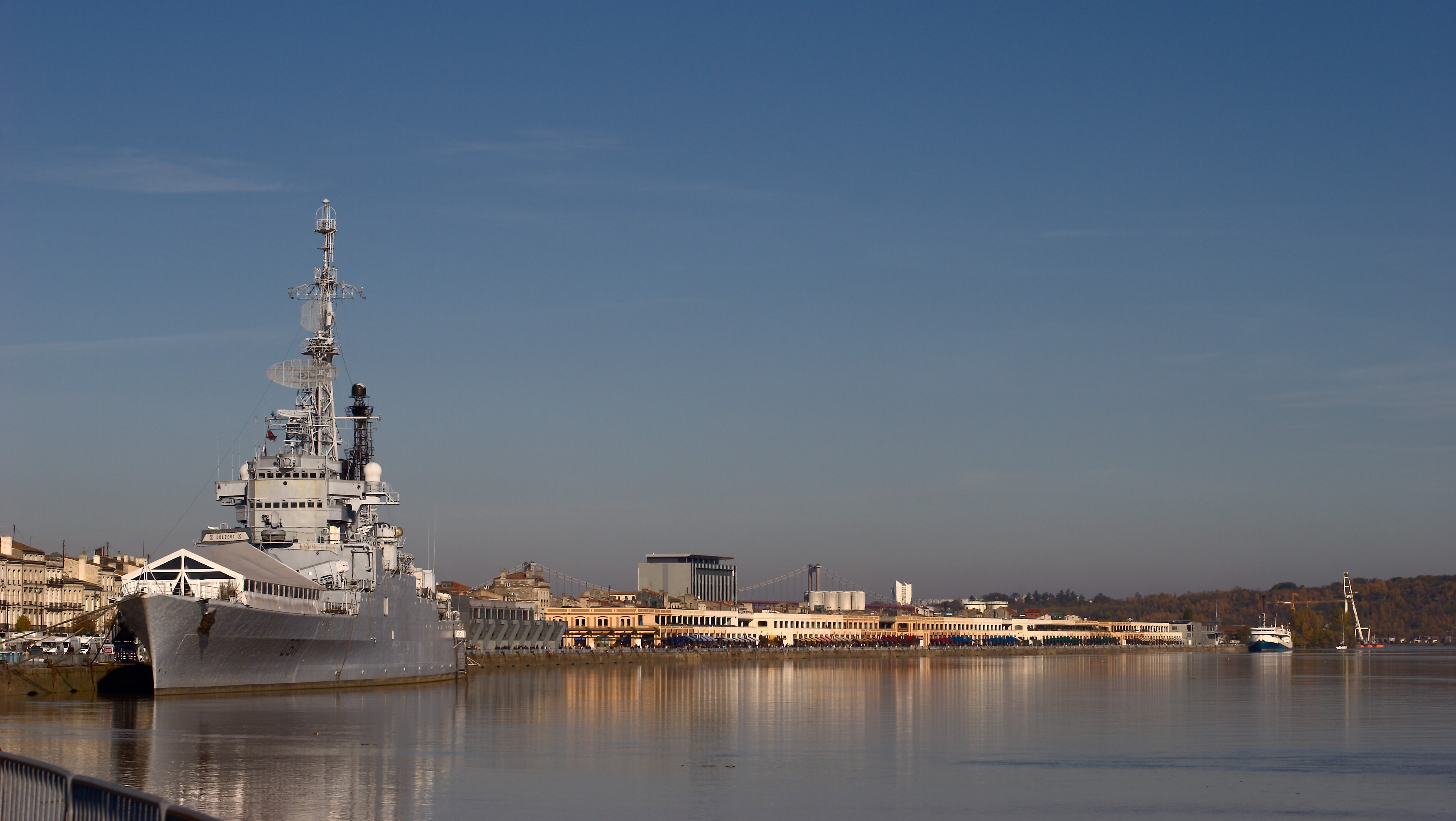
De kruiser Colbert lag van 1993 tot 2007 in de oude haven.

De stad kent verschillende vormen van openbaar vervoer, aangeboden door de vervoersmaatschappij TBC (Tram et Bus de la Cub met 76 buslijnen overdag, dertien lijnen 's nachts. Sinds 2004 beschikt de stad ook over drie tramlijnen na jarenlange onzekerheid over de keuze voor een tram of een metro. Deze tramlijnen rijden in het centrum zonder bovenleiding, via een geavanceerd systeem van stroomvoorziening.
Binnen West-Frankrijk vormt Bordeaux een belangrijk knooppunt van verkeersverbindingen, gelegen op een strategisch punt tussen Spanje en Parijs en de rest van Noord-Europa. Bordeaux is via de A63 met Spanje verbonden, en via de A10 met Parijs. Andere snelwegen gaan naar Toulouse (A62). De ringweg van de stad, de rocade, kan de verkeersstroom niet goed aan en is met grote regelmaat volledig verstopt. Door een gebrek aan snelle radiale verbindingen is ook het verkeer binnen de rocade vaak langzaam.
In Bordeaux ligt de laatste brug (viaduct) over de Garonne, de Pont d'Aquitaine. Zeeschepen kunnen onder deze hangbrug door varen. Verder stroomafwaarts kan de brede Gironde slechts per veerpont worden overgestoken. Dit is mogelijk ter hoogte van Blaye en bij Royan. In totaal liggen in Bordeaux vijf verkeersbruggen over de Garonne, stroomopwaarts achtereenvolgens: de Pont d'Aquitaine uit 1967, de Pont Jacques-Chaban-Delmas (2013), de Pont de pierre (1821), de Pont Saint-Jean (1965), en de Pont François-Mitterrand (1993). Hiervan is de Pont Jacques-Chaban-Delmas als enige met een beweegbaar deel uitgerust. Deze hefbrug is in gesloten toestand ongeveer even hoog als de Pont de pierre, en in open toestand vergelijkbaar met de Pont d'Aquitaine (53 meter) en kan aldus zeeschepen doorlaten.
Ook in het spoorwegnet is Bordeaux een belangrijk knooppunt. De eerste verbinding met Parijs werd in 1852 gelegd, maar deze stak de Garonne niet over. Om in het centrum van de stad te komen, moesten de reizigers een veerpont nemen. In 1858 overbrugde de spoorweg de rivier via een brug die mede is ontworpen door Gustave Eiffel, en konden passagiers uitstappen in Station Bordeaux-Saint-Jean. In 2009 is een nieuwe viersporige brug in gebruik genomen. De oude Passerelle Eiffel is tot monument verklaard en zal dienst gaan doen als voetgangersbrug. De stad heeft een HSL-verbinding met Parijs (2u15 via de Spoorlijn Sud Europe Atlantique (LGV)) en op termijn met de Spaanse grens (2032). Er gaan al wel TGV's naar Parijs en de Spaanse grens, maar deze rijden enkel tussen Tours en Paris Montparnasse over HSL-spoor en de rest van het traject over regulierspoor. Een HSL-verbinding met de Middellandse Zee verkeert in de studiefase. Andere spoorwegstations in Bordeaux zijn Station Ravezies en Station Caudéran-Mérignac.
De stad heeft een zeehaven. Hoewel minder belangrijk dan in de dagen dat ze de grootste haven van Frankrijk was, is ze nog altijd zeer actief. De haven bevond zich in het centrum, tussen Saint Michel en de beurs. Later is ze stroomafwaarts verplaatst, naar de gemeente Ambès. Vanaf 2010 had de haven last van een daling aan verkeer. Deze daling werd in 2021 omgekeerd. In 2017 bedroeg het verwerkte tonnage nog 7,3 miljoen ton. Tijdens de Coronapandemie daalde dat tot 6 miljoen ton en 2021 groeide het weer richting de 7 miljoen ton. Ongeveer de helft van de goederen bestaat uit fossiele brandstoffen.
Van 1993 tot 2007 lag in de oude haven in de binnenstad de voormalige kruiser Colbert, als museumschip. Verder legt af en toe een cruiseschip aan.
Vliegverkeer komt aan op het vliegveld van Bordeaux-Mérignac, met verschillende internationale verbindingen. Een shuttle en een stadsbuslijn verbinden het vliegveld met de stad.

### Milieuzone en Crit'Air
Zoals de andere Franse metropolen is er vanaf januari 2025 een milieuzone (zone à faibles émissions, ZFE), waar een Crit'Air-vignet verplicht is voor alle personenauto's. In Bordeaux is dit het volledige gebied binnen de grote ring A630.

### Autoluw gebied
Het autoluwe gebied (zone à trafic limité, ZTL) in het stadscentrum, afgesloten met verzinkbare palen behalve voor bewoners, en 65 hectare groot, kwam er tussen 2020 en 2024 in fasen.
In 2022 waren in totaal 79 hectare autoluwe zones, wat het stadsbestuur tegen 2026 wil uitbreiden tot 250 hectare

### Fiets
Fietsen is in Bordeaux goed mogelijk. De hoogteverschillen zijn heel gering. Sommige boulevards zijn uitgerust met fietsstroken. Alle verkeersbruggen over de Garonne (ook de snelwegbruggen) zijn voorzien van fietspaden, de historische pont de pierre is sinds 2018 exclusief gereserveerd voor fietsen, wandelaars en openbaar vervoer. Naar Bordeaux wordt regelmatig verwezen als fietsstad, maar dan kwalitatief en kwantitatief onder het niveau van de Nederlandse steden. In 2010 is een systeem van leenfietsen ingevoerd, VCub. De internationale fietsroute Eurovelo 3 - Pelgrimsroute loopt door Bordeaux langs de Garonne.

## Bestuur

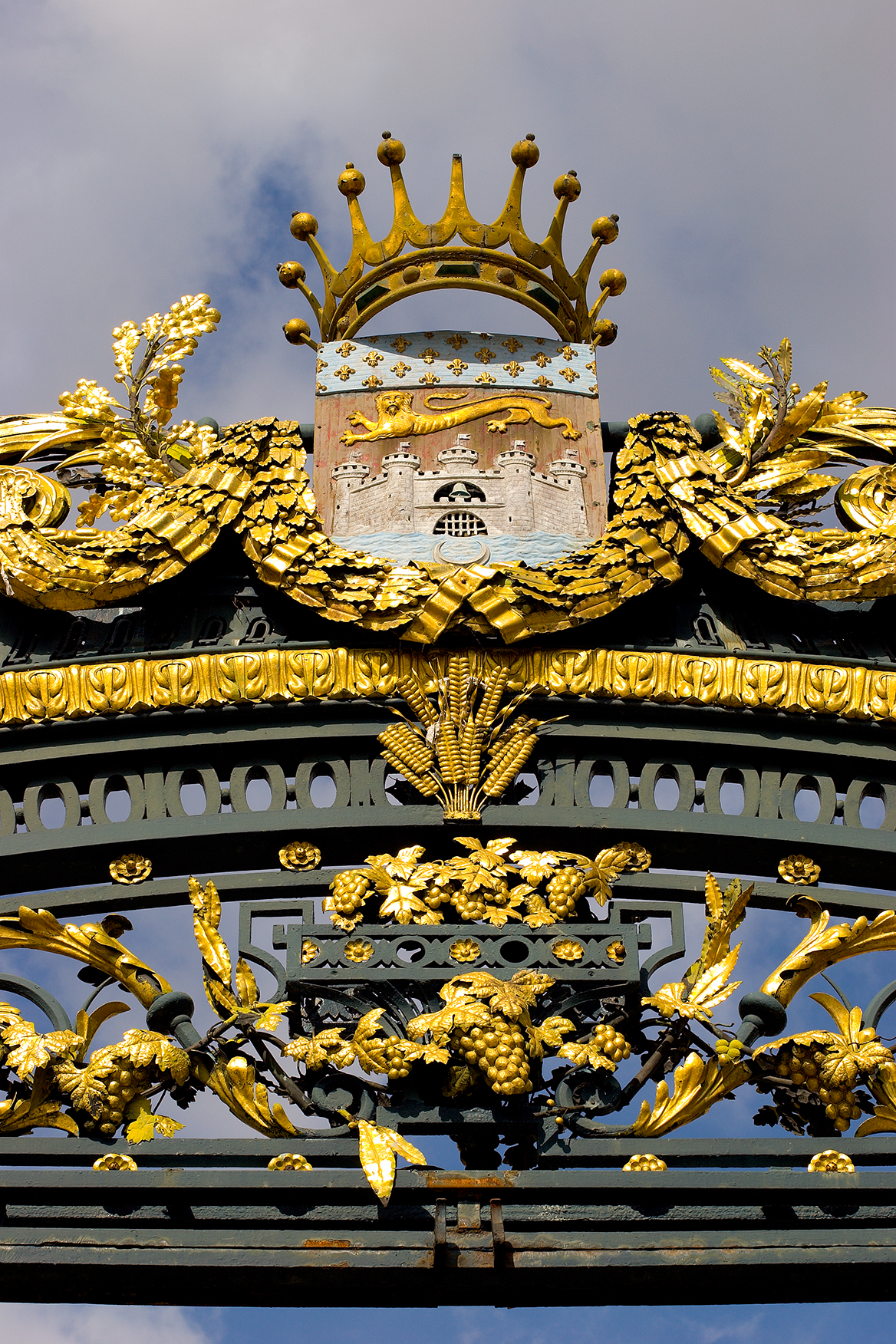
Stadswapen boven het hek van het stadhuis

### Politiek
De burgemeester van Bordeaux is tevens president van de agglomeratie, de Communauté Urbaine de Bordeaux, kortweg CUB. De burgemeester die in het naoorlogse tijdperk het meest zijn stempel op de stad heeft weten te drukken is Jacques Chaban-Delmas, die de stad onafgebroken bestuurde van 1947 tot 1995. Van 1995 tot 2019 was Alain Juppé (Les Républicains) burgemeester, met een onderbreking van twee jaar als gevolg van een veroordeling wegens corruptie. In maart 2019 is hij afgetreden als burgemeester en opgevolgd door Nicolas Florian (Les Républicains), die echter in juni 2020 de verkiezingen verloor van Pierre Hurmic (Europe Écologie-Les Verts). Hurmic won met een lijst die werd gesteund door de groene en socialistische partijen. Met zijn aantreden is de stad, die als behoudend bekend staat, voor het eerst sinds 73 jaar weer in progressieve handen.
Het stadhuis van Bordeaux is gevestigd in het Palais Rohan aan de Place Pey Berland, schuin tegenover de kathedraal.

## Onderwijs

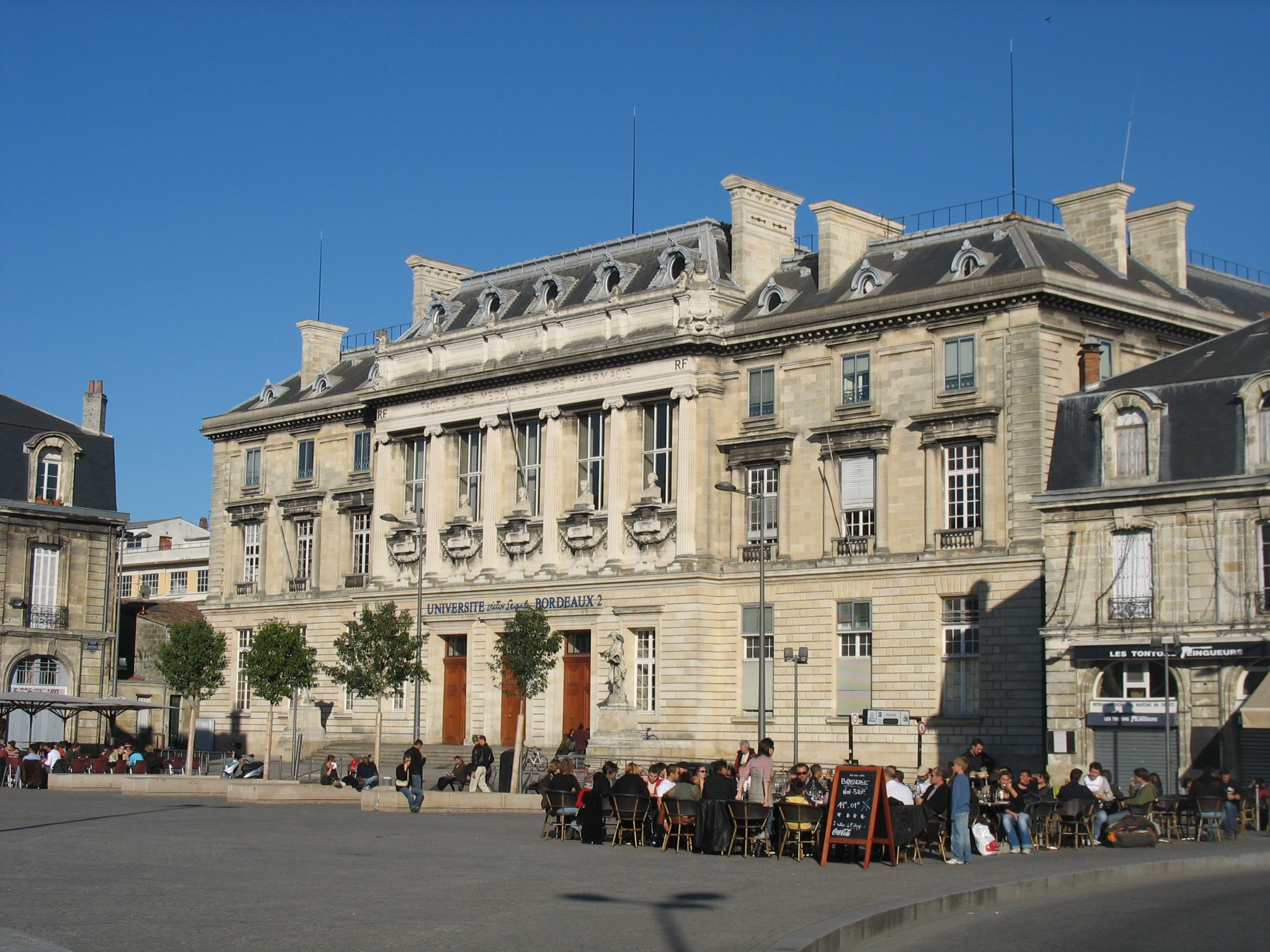
Vestiging van de Universiteit van Bordeaux aan het Place de la Victoire

Alle geledingen van het onderwijs zijn goed vertegenwoordigd in Bordeaux. Het is de zesde universiteitsstad van Frankrijk na Parijs, Toulouse, Rijsel, Lyon en Montpellier. Er studeren 70.000 studenten aan twee universiteiten, twee onderzoeksinstituten, zes ingenieursscholen, 14 hogere scholen, een kunstacademie en een conservatorium. De eerste universiteit van Bordeaux werd in 1441 gesticht door de bisschop Pey Berland. Na onder de Franse Revolutie te zijn opgeheven in 1793, werd hij door Napoleon in 1808 weer in ere hersteld. In 1970 is de universiteit in vier delen gesplitst, waarbij de faculteiten als volgt over de universiteiten verdeeld zijn:
- Universiteit Bordeaux I: exacte wetenschappen
- Universiteit Bordeaux II: geneeskunde en sociale wetenschappen
- Universiteit Bordeaux III: letteren, kunsten, geschiedenis en geografie
- Universiteit Bordeaux IV: rechten en economie

In 2014 zijn de Universiteiten Bordeaux I, II en IV weer gefuseerd tot een nieuwe Universiteit van Bordeaux.
De meeste onderdelen van de twee universiteiten en ingenieursscholen zijn samen met een groot aantal onderzoeksinstituten gevestigd op de campus die zich over de gemeenten Talence en Pessac uitstrekt. De geneeskundefaculteit is vooral geconcentreerd op de "Carreire" campus rondom het Pellegrin-ziekenhuis in Bordeaux zelf. Een klein deel van de Université de Bordeaux is gevestigd in de binnenstad van Bordeaux aan het Place de la Victoire.
De meest prestigieuze lycea van de stad zijn het Lycée Michel de Montaigne (letteren) en het Lycée Gustave Eiffel (technische vakken).

## Stedenbanden
- Ashdod (Israël), sinds 1984
- Bakoe (Azerbeidzjan), sinds 1985
- Bamako (Mali), sinds 1999
- Bilbao (Spanje), sinds 2000
- Bristol (Verenigd Koninkrijk), sinds 1947
- Casablanca (Marokko), sinds 1988
- Krakau (Polen), sinds 1993
- Fukuoka (Japan), sinds 1982
- Lima (Peru), sinds 1956
- Los Angeles (Verenigde Staten), sinds 1964
- Madrid (Spanje), sinds 1984
- München (Duitsland), sinds 1964
- Oran (Algerije), sinds 2003
- Ouagadougou (Burkina Faso), sinds 2005
- Porto (Portugal), sinds 1978
- Quebec (Canada), sinds 1962
- Riga (Letland), sinds 1993
- Sint-Petersburg (Rusland), sinds 1992
- Wuhan (China), sinds 1998
- Praag (Czech) sinds 2023

## Bekende inwoners van Bordeaux

### Geboren
- Paulinus van Nola (354-431), Romeins heilige
- Richard II van Engeland (1367-1400), koning van Engeland (1377-1399)
- Michel de Montaigne (1533-1592), filosoof
- Fronton du Duc (1558-1624), theoloog en toneelschrijver
- Eugénie Foa (1796-1852), schrijfster
- Théodore Ducos (1801-1855), minister
- Narcisse Díaz de la Peña (1807-1876), schilder van Spaanse afkomst
- Odilon Redon (1840-1916), kunstschilder
- Catulle Mendès (1841-1909), schrijver en dichter
- Valentine Haussmann (1843-1901), dochter van Georges-Eugène Haussmann
- Albert Marquet (1875-1947), kunstschilder
- Raoul Laparra (1876-1943), violist en componist
- Pierre Chareau (1883-1950), architect en ontwerper van meubels en lampen
- Fernand Gonder (1883-1969), atleet
- André Lhote (1885-1962), kunstschilder
- François Mauriac (1885-1970), schrijver en Nobelprijswinnaar (1952)
- Henri Sauguet (1901-1989), componist
- Jean Bichelonne (1904-1944), politicus en Vichy-minister
- Jean Anouilh (1910-1987), toneelschrijver
- Paul-Joseph-Marie Gouyon (1910-2000), kardinaal-aartsbisschop van Rennes
- Jacques Ellul (1912-1994), socioloog en protestants theoloog
- René Clément (1913-1996), filmregisseur
- Danielle Darrieux (1917-2017), actrice
- Marcel Amont (1929-2023), zanger
- Edouard Molinaro (1928-2013), filmregisseur
- Jean-Jacques Sempé (1932-2022), cartoonist en stripauteur
- François Bacqué (1936-2023), rooms-katholieke geestelijke
- Paul Andreu (1938-2018), architect en schrijver
- Jean-Luc Nancy (1940-2021), filosoof
- Serge Lama (1943), zanger
- Jean-Louis Tauran (1943-2018), geestelijke en kardinaal
- Ric Grech (1946-1990), Britse rockmuzikant (o.a. Family, Blind Faith, Traffic), multi-instrumentalist en muziekproducent
- Geoffray Toyes (1973), voetballer
- Omar Belbachir (1980), voetballer
- Florent Serra (1981), tennisser
- Blel Kadri (1986), wielrenner
- Soko (1986), actrice en zangeres
- Floyd Ayité (1988), Togolees voetballer
- Benjamin Macé (1989), schaatser
- Alexianne Castel (1990), zwemster
- Cédric Yamberé (1990), voetballer
- Maxime Poundjé (1992), voetballer
- Younès Kaabouni (1995), voetballer
- Enzo Fernández (1995), voetballer

### Woonachtig (geweest)
- Charles Montesquieu (geboren in het kasteel van La Brède bij Bordeaux) (1689-1755), filosoof van de verlichting
- Francisco Goya, Spaans schilder en graficus die de laatste jaren van zijn leven in Bordeaux woonde en er stierf.
- Jacques Chaban-Delmas (1915-2000), burgemeester van 1947 tot 1995
- Alain Juppé (1945), burgemeester van de stad sinds 1995 (met een onderbreking van 2004-2006) en premier onder Chirac